# Liste de batailles navales
Cette page présente une liste de batailles navales, classées par ordre chronologique ; se reporter à la page de chaque bataille pour plus de détails, et à l'article Bataille navale pour les généralités.

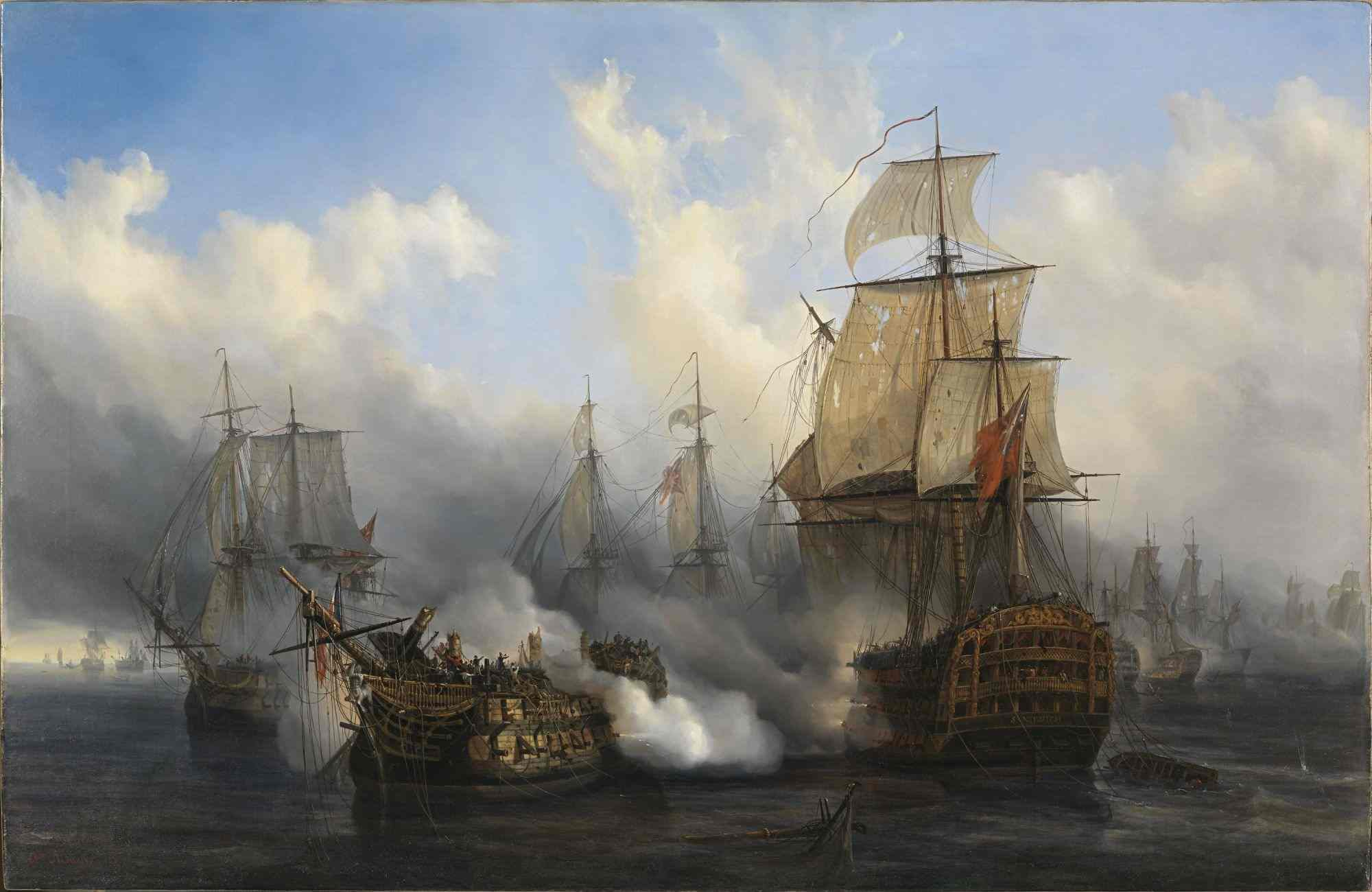
Le Bucentaure à la bataille de Trafalgar

## Avant l'ère chrétienne
| Bataille | Date(s)                    | Lieu                         | Résumé                                                                       |
| --- | -------------------------- | ---------------------------- | ---------------------------------------------------------------------------- |
| Expansion hittite                                                                                                  |                            |                              |                                                                              |
| Bataille au large de Chypre                                                                                        | vers 1210 av. J.-C.        | Chypre                       | Victoire hittite sur les Chypriotes                                          |
| Invasion de l'Égypte par les Peuples de la mer                                                                     |                            |                              |                                                                              |
| Bataille du delta du Nil                                                                                           | vers 1175 av. J.-C.        | Égypte                       | Victoire égyptienne sur les Peuples de la mer                                |
| Époque archaïque Grèce                                                                                             |                            |                              |                                                                              |
| Bataille (au large des îles Sybota ?)                                                                              | 664 av. J.-C.              | Thesprotie, Grèce            | La flotte de Corinthe est défaite par celle de sa colonie Corcyre            |
| Guerre entre Massalia et Carthage (-545)                                                                           |                            |                              |                                                                              |
| Bataille d'Alalia                                                                                                  | 545 av. J.-C.              | Corse, Aléria                | Victoire de Massalia sur Carthage                                            |
| Expansion étrusque                                                                                                 |                            |                              |                                                                              |
| Bataille d'Alalia                                                                                                  | 533 av. J.-C.              | Corse, Aléria                | Victoire étrusque et carthaginoise sur les Phocéens                          |
| Révolte de l'Ionie                                                                                                 |                            |                              |                                                                              |
| Bataille de Ladé                                                                                                   | été 494 av. J.-C.          | Méditerranée                 | Victoire perse sur les Ioniens                                               |
| Guerre entre Massalia et Carthage (-490)                                                                           |                            |                              |                                                                              |
| Bataille d'Héméroskopeion                                                                                          | 490 av. J.-C.              | Espagne                      | Victoire de Massalia et d'Emporiæ sur Carthage                               |
| Seconde guerre médique                                                                                             |                            |                              |                                                                              |
| Bataille de l'Artémision                                                                                           | août 480 av. J.-C.         | côte nord d'Eubée            | Bataille indécise entre les Grecs et les Perses                              |
| Bataille de Salamine                                                                                               | 29 septembre 480 av. J.-C. | mer Égée                     | Victoire des Grecs sur les Perses                                            |
| Bataille du cap Mycale                                                                                             | août 479 av. J.-C.         | Anatolie, Turquie            | Victoire des Grecs sur les Perses                                            |
| Bataille de l'Eurymédon                                                                                            | 466 av. J.-C.              | Turquie                      | Victoire des Grecs sur les Perses                                            |
| Guerre entre Syracuse et les Étrusques                                                                             |                            |                              |                                                                              |
| Bataille de Cumes                                                                                                  | 474 av. J.-C.              | baie de Naples               | Victoire des Syracusains sur les Étrusques                                   |
| 1re guerre du Péloponnèse (-461 - -446)                                                                            |                            |                              |                                                                              |
| Bataille de Kékryphaléia                                                                                           | 459 av. J.-C.              | Golfe Saronique              | Victoire d'Athènes sur les Péloponnésiens                                    |
| Bataille d'Égine (en)                                                                                              | 458 av. J.-C.              | Golfe Saronique              | Victoire d'Athènes sur les Éginètes                                          |
| Guerre de Corcyre (-435 - -433)                                                                                    |                            |                              |                                                                              |
| Bataille de Leucimme                                                                                               | 435 av. J.-C.              | Corfou, Grèce                | Victoire de Corcyre sur Corinthe                                             |
| Bataille de Sybota                                                                                                 | 433 av. J.-C.              | Corfou, Grèce                | Bataille indécise entre Corcyre et Athènes d'une part et Corinthe de l'autre |
| Guerre du Péloponnèse (431-404 av. J.-C.)                                                                          |                            |                              |                                                                              |
| Bataille de Patras                                                                                                 | été 429 av. J.-C.          | golfe de Patras, Grèce       | Victoire d'Athènes sur Corinthe                                              |
| Bataille de Naupacte                                                                                               | été 429 av. J.-C.          | Sud de la Grèce              | Victoire d'Athènes sur Corinthe et ses alliés                                |
| Bataille de Corcyre                                                                                                | 427 av. J.-C.              | Corfou, mer Ionienne         | Victoire des Péloponnésiens sur Athènes et Corcyre                           |
| Bataille du détroit de Messine                                                                                     | 425 av. J.-C.              | Sicile                       | Victoire d'Athènes sur Syracuse                                              |
| Bataille de Pylos                                                                                                  | été 425 av. J.-C.          | Messénie, Grèce              | Victoire d'Athènes sur Sparte                                                |
| Bataille du port de Syracuse                                                                                       | 413 av. J.-C.              | Sicile                       | Victoire de Syracuse sur Athènes                                             |
| Bataille de l'île de Syme                                                                                          | janvier 411 av. J.-C.      | Mer Égée                     | Victoire de Sparte sur Athènes                                               |
| Bataille de l'île de Chios                                                                                         | printemps 411 av. J.-C.    | Mer Égée                     | Victoire de Sparte et de Chios sur Athènes                                   |
| Bataille d'Érétrie                                                                                                 | septembre 411 av. J.-C.    | Eubée, Grèce                 | Victoire de Sparte sur Athènes                                               |
| Bataille de Cynosséma                                                                                              | hiver 411 av. J.-C.        | Dardanelles                  | Victoire d'Athènes sur Sparte                                                |
| Bataille de Abydos                                                                                                 | hiver 411 av. J.-C.        | Dardanelles                  | Victoire d'Athènes sur Sparte                                                |
| Bataille de Cyzique                                                                                                | 410 av. J.-C.              | Dardanelles                  | Victoire d'Athènes sur Sparte                                                |
| Bataille de Notion                                                                                                 | printemps 408 av. J.-C.    | Anatolie, Turquie            | Victoire spartiate sur Athènes                                               |
| Bataille de Mytilène                                                                                               | 406 av. J.-C.              | Mer Égée                     | Victoire spartiate sur Athènes                                               |
| Bataille des Arginuses                                                                                             | juillet 406 av. J.-C.      | Mer Égée                     | Victoire d'Athènes sur Sparte                                                |
| Bataille d'Aigos Potamos                                                                                           | été 405 av. J.-C.          | Dardanelles                  | Victoire spartiate sur Athènes                                               |
| 1re guerre punique de Sicile                                                                                       |                            |                              |                                                                              |
| Bataille de Catane                                                                                                 | 397 av. J.-C.              | Sicile                       | Victoire de Carthage sur Syracuse                                            |
| Bataille de Syracuse                                                                                               | 397 av. J.-C.              | Sicile                       | Victoire de Syracuse sur Carthage                                            |
| Guerre de Corinthe (395-387 av. J.-C.)                                                                             |                            |                              |                                                                              |
| Bataille de Cnide                                                                                                  | 394 av. J.-C.              | Mer Égée                     | Victoire perso-athénienne sur Sparte                                         |
| Expédition syracusaine en Italie                                                                                   |                            |                              |                                                                              |
| Bataille de Rhegium                                                                                                | 391 av. J.-C.              | Reggio, Calabre              | Victoire des Italiotes sur Syracuse                                          |
| Révolte d'Évagoras de Chypre                                                                                       |                            |                              |                                                                              |
| Bataille de Citium                                                                                                 | 381 av. J.-C.              | Larnaca, Chypre              | Victoire des Perses sur les Égypto-Chypriotes                                |
| Guerre navale entre Sparte et Athènes                                                                              |                            |                              |                                                                              |
| Bataille de Naxos                                                                                                  | septembre 376 av. J.-C.    | Cyclades, mer Égée           | Victoire d'Athènes sur Sparte                                                |
| Bataille d'Alyzia                                                                                                  | 375 av. J.-C.              | Grèce                        | Victoire d'Athènes sur Sparte                                                |
| Guerre des alliés ou Guerre sociale (-357 - -355)                                                                  |                            |                              |                                                                              |
| Bataille d'Embata                                                                                                  | 356 av. J.-C.              | au large de Chios            | Victoire des îles et villes alliées rebelles sur Athènes                     |
| Guerre lamiaque (323-322 av. J.-C.)                                                                                |                            |                              |                                                                              |
| Bataille d'Abydos                                                                                                  | mars 322 av. J.-C.         | Dardanelles                  | Victoire macédonienne sur la Grèce                                           |
| Bataille d'Amorgós                                                                                                 | juin (?) 322 av. J.-C.     | Cyclades                     | Victoire macédonienne sur Athènes                                            |
| Guerre de Tarente                                                                                                  |                            |                              |                                                                              |
| Bataille de Tarentum                                                                                               | 282 av. J.-C.              | Tarente, Italie              | Victoire de Tarente sur Rome                                                 |
| Première guerre punique (264-241 av. J.-C.)                                                                        |                            |                              |                                                                              |
| Bataille des îles Lipari                                                                                           | 260 av. J.-C.              | au large de la Sicile        | Victoire carthaginoise sur Rome                                              |
| Bataille de la pointe d'Italie                                                                                     | 260 av. J.-C.              | sud de l'Italie              | Victoire romaine sur Carthage                                                |
| Bataille de Mylae                                                                                                  | 260 av. J.-C.              | au large de la Sicile        | Victoire romaine sur Carthage                                                |
| Bataille de Sulci                                                                                                  | 258 av. J.-C.              | au large de la Sardaigne     | Victoire romaine sur Carthage                                                |
| Bataille de Tyndaris                                                                                               | 257 av. J.-C.              | au large de la Sicile        | Victoire romaine sur Carthage                                                |
| Bataille du Cap Ecnome                                                                                             | 256 av. J.-C.              | au large de la Sicile        | Victoire romaine sur Carthage                                                |
| Bataille de Drépane                                                                                                | 249 av. J.-C.              | Trapani, Sicile              | Victoire carthaginoise sur Rome                                              |
| Bataille des îles Égates                                                                                           | 241 av. J.-C.              | au large de la Sicile        | Victoire romaine sur Carthage                                                |
| Raids illyriens |                            |                              |                                                                              |
| Bataille de Paxos (en)                                                                                             | 229 av. J.-C.              | île Paxos, Grèce             | Victoire illyrienne sur les Achéens                                          |
| Deuxième guerre punique (-218 - -201)                                                                              |                            |                              |                                                                              |
| Bataille de Lilybée                                                                                                | 218 av. J.-C.              | Sicile                       | Victoire romaine sur Carthage                                                |
| Bataille de l'Èbre                                                                                                 | 217 av. J.-C.              | embouchure de l'Èbre         | Victoire romaine sur Carthage                                                |
| Bataille de Sapriportis                                                                                            | 210 av. J.-C.              | près de Tarente, Italie      | Victoire de Carthage et de Tarente sur Rome                                  |
| Bataille de Clupea                                                                                                 | été 208 av. J.-C.          | Tunisie                      | Victoire romaine sur Carthage                                                |
| Bataille de Carteia                                                                                                | 206 av. J.-C.              | près de Cadix                | Victoire romaine sur Carthage                                                |
| Guerre crétoise (-205 - -200)                                                                                      |                            |                              |                                                                              |
| Bataille de Chios                                                                                                  | 201 av. J.-C.              | Grèce                        | Victoire de Pergame et de Rhodes sur la Macédoine                            |
| Bataille de Ladé (201 av. J.-C.)                                                                                   | 201 av. J.-C.              | Méditerranée                 | Victoire macédonienne sur Rhodes                                             |
| Guerre entre Rome et Antiochos III de Syrie                                                                        |                            |                              |                                                                              |
| Bataille de Corycus                                                                                                | 191 av. J.-C.              | Anatolie, Turquie            | Victoire romaine sur les Séleucides                                          |
| Bataille de Panormus                                                                                               | 190 av. J.-C.              | Anatolie, Turquie            | Victoire séleucide sur Rhodes                                                |
| Bataille de Side ou de l'Eurymedon                                                                                 | 190 av. J.-C.              | Anatolie, Turquie            | Victoire de Rhodes sur les Séleucides                                        |
| Bataille de Myonnésos                                                                                              | 190 av. J.-C.              | Anatolie, Turquie            | Victoire de Rome et de Rhodes sur les Séleucides                             |
| Troisième guerre de Mithridate                                                                                     |                            |                              |                                                                              |
| Bataille de Lemnos (-73)                                                                                           | 73 av. J.-C.               | Lemnos                       | Victoire de Rome sur le royaume du Pont                                      |
| Campagne de Pompée contre les pirates                                                                              |                            |                              |                                                                              |
| Bataille de Korakesion (en) ou de Coracesium                                                                       | 67 av. J.-C.               | Cilicie                      | Victoire de Rome sur les pirates                                             |
| Guerre des Gaules                                                                                                  |                            |                              |                                                                              |
| Bataille du Morbihan                                                                                               | 56 av. J.-C.               | Morbihan                     | Victoire romaine sur les Vénètes.                                            |
| Seconde guerre civile romaine (-49 - -44)                                                                          |                            |                              |                                                                              |
| Bataille de Marseille (49 av. J.-C.) ou des îles du Frioul                                                         | 27 juin 49 av. J.-C.       | Marseille                    | Victoire des partisans de César sur les Massaliotes                          |
| Bataille de Tauroenthum                                                                                            | 31 juillet 49 av. J.-C.    | Méditerranée, le Brusc       | Victoire des partisans de César sur les Massaliotes                          |
| Guerre civile romaine entre Octave et Marc Antoine d'une part et les meurtriers de César, d'autre part (-44 - -41) |                            |                              |                                                                              |
| Bataille de Myndus                                                                                                 | 42 av. J.-C.               | Anatolie                     | Victoire des partisans de Brutus et Cassius sur les Rhodiens                 |
| Bataille de Rhodes                                                                                                 | 42 av. J.-C.               | Grèce                        | Victoire des partisans de Brutus et Cassius sur les Rhodiens                 |
| Guerre civile romaine entre Octave et Sextus Pompée (42-36 av. J.-C.)                                              |                            |                              |                                                                              |
| Bataille de Scyllaeum                                                                                              | 42 av. J.-C.               | Détroit de Messine           | Victoire des Pompéiens sur les partisans d'Octave                            |
| Bataille de Cumes (-38)                                                                                            | 38 av. J.-C.               | Baie de Cumes                | Victoire des Pompéiens sur les partisans d'Octave                            |
| Bataille de Tauromenium                                                                                            | 36 av. J.-C.               | au large de Taormine, Sicile | Victoire des Pompéiens sur les partisans d'Octave                            |
| Bataille de Nauloque                                                                                               | 36 av. J.-C.               | Sicile                       | Victoire des partisans d'Octave sur les Pompéiens                            |
| Dernière Guerre civile de la République romaine                                                                    |                            |                              |                                                                              |
| Bataille d'Actium                                                                                                  | 2 septembre 31 av. J.-C.   | Mer Ionienne                 | Victoire des partisans d'Octave sur ceux de Marc Antoine et l'Égypte         |

## Ier–XVesiècle
| Bataille                                                                                        | Date(s)                  | Lieu                                      | Résumé |
| ----------------------------------------------------------------------------------------------- | ------------------------ | ----------------------------------------- | --- |
| Guerre des Trois Royaumes en Chine                                                              |                          |                                           | |
| Bataille de la Falaise rouge                                                                    | 208                      | nord-ouest de Puqi, sur le Yangzi         | Victoire des royaumes de Wu et de Shu sur le royaume de Wei                                                 |
| Bataille de Xiakou                                                                              | 208                      | Wuhan, Chine                              | Victoire de Sun Quan sur Liu Biao                                                                           |
| Guerre civile romaine entre Licinius et Constantin (313-324)                                    |                          |                                           | |
| Bataille de l'Hellespont                                                                        | 324                      | Dardanelles                               | Victoire des partisans de Constantin Ier sur ceux de Licinius                                               |
| Guerre romano-vandale                                                                           |                          |                                           | |
| Bataille de Carthagène                                                                          | 460                      | Carthagène, Espagne                       | Victoire vandale sur la flotte romaine                                                                      |
| Bataille du Cap Bon                                                                             | 468                      | Cap Bon                                   | Victoire vandale sur la flotte romaine                                                                      |
| Guerre des Goths (535-553)                                                                      |                          |                                           | |
| Bataille de Sena Gallica                                                                        | 551                      | au large de Senigallia                    | Victoire byzantine sur les Ostrogoths                                                                       |
| Guerre arabo-byzantine                                                                          |                          |                                           | |
| Bataille des Mâts ou de Phœnix de Lycie                                                         | 655                      | côtes de Lycie                            | Victoire arabe sur l'Empire byzantin ; première bataille navale des musulmans dans leur histoire.           |
| Siège de Constantinople                                                                         | 677                      | mer de Marmara                            | Victoire byzantine sur les Omeyyades                                                                        |
| Siège de Constantinople                                                                         | 717                      | mer de Marmara                            | Victoire byzantine sur les Omeyyades                                                                        |
| Bataille de Keramaia                                                                            | 746                      | Port de Keramaia (Chypre)                 | Victoire byzantine sur les Omeyyades                                                                        |
| Bataille de Thasos (en)                                                                         | 829                      | large de Thasos                           | Victoire arabe sur l'Empire byzantin                                                                        |
| Bataille de Kardia                                                                              | vers 872 - 873           | large de la Cardia                        | Victoire byzantine sur les Arabes                                                                           |
| Bataille du Golfe de Corinthe                                                                   | vers 873                 | Golfe de Corinthe                         | Victoire byzantine sur les Arabes                                                                           |
| Bataille de Lipari                                                                              | 879                      | large de la Sicile                        | Victoire byzantine sur les Arabes                                                                           |
| Bataille de Céphalonie                                                                          | 880                      | large de la Céphalonie                    | Victoire byzantine sur les Aghlabides                                                                       |
| Bataille de Stelai                                                                              | 880                      | Sud de la Calabre                         | Victoire byzantine sur les Aghlabides                                                                       |
| Bataille de Milazzo                                                                             | 888                      | Nord-est de la Sicile                     | Victoire aghlabide sur les Byzantins                                                                        |
| Bataille du Détroit                                                                             | 965                      | Détroit de Messine                        | Victoire fatimide sur Byzantins                                                                             |
| Guerre entre royaumes coréens de Silla et de Baekje                                             |                          |                                           | |
| Bataille de Hakusukinoe                                                                         | août 663                 | embouchure de la Paekchon-Gang, Corée     | Victoire de la Chine et du royaume de Silla sur le Japon                                                    |
| Expéditions des Vikings                                                                         |                          |                                           | |
| Bataille de Gibraltar (861)                                                                     | vers 861                 | Espagne                                   | Victoire des Omeyyades sur les Danois                                                                       |
| Bataille de Wessex                                                                              | vers 870                 | Angleterre                                | Victoire d'Alfred de Wessex sur 7 navires vikings                                                           |
| Bataille de Solskjel                                                                            | vers 871                 | embouchure du fjord de Trondheim, Norvège | Victoire du roi de Norvège Haraldr sur ses compétiteurs                                                     |
| Bataille de Hafrsfjord                                                                          | vers 872                 | Norvège                                   | Victoire du roi de Norvège Haraldr sur ses compétiteurs                                                     |
| Bataille du détroit de Hjörung                                                                  | vers 986                 | près d'Ålesund, Norvège                   | |
| Bataille de Svolder                                                                             | 9 septembre 1000         | Baltique                                  | Victoire suédo-danoise sur la Norvège                                                                       |
| Bataille de Nesjar                                                                              | 3 avril 1015 ou 1016     | Norvège                                   | Victoire d'Olaf Haraldsson sur Sven Laderjarl (guerre civile norvégienne)                                   |
| Bataille de l'Helgeå                                                                            | 1026                     | Scanie ou Uppland                         | Victoire danoise sur les Suédo-Norvégiens                                                                   |
| Bataille de Nissa                                                                               | 9 août 1062              | Finlande                                  | Victoire norvégienne sur le Danemark                                                                        |
| Bataille de l'île d'Islay                                                                       | 1156                     | île d'Islay, Écosse                       | Victoire écossaise sur le royaume norvégien des Hébrides                                                    |
| Bataille de Nordnes                                                                             | 31 mai 1181              | Norvège, Bergen                           | Victoire de Sverre Sigurdsson sur Magnus V (guerre civile norvégienne)                                      |
| Bataille de Rügen                                                                               | 21 mai 1184              | Île de Rügen, Baltique                    | Victoire danoise sur les Vendes                                                                             |
| Bataille de Fimreite                                                                            | 15 juin 1184             | Norvège                                   | Victoire de Sverre Sigurdsson sur Magnus V (guerre civile norvégienne)                                      |
| Bataille du Foruvagr ou Florvag                                                                 | 3 avril 1194             | Orcades                                   | Victoire norvégienne sur les insulaires                                                                     |
| Guerre entre Venise et les Croates de la Neretva (887)                                          |                          |                                           | |
| Bataille de Makarska                                                                            | 18 septembre 887         | Adriatique                                | Victoire croate sur Venise                                                                                  |
| Guerre d'indépendance vietnamienne (938-939)                                                    |                          |                                           | |
| Bataille du Bạch Đằng                                                                           | 938 ou 939               | baie d'Along                              | Victoire vietnamienne sur les Chinois                                                                       |
| Guerre entre l'Empire byzantin et les Rus de Kiev                                               |                          |                                           | |
| Bataille du Bosphore (941)                                                                      | 941                      | Constantinople, Empire byzantin           | Victoire byzantine sur les Rus                                                                              |
| Invasion de Đại Việt par la Chine (1077)                                                        |                          |                                           | |
| Bataille de Vinh-An                                                                             | 1077                     | Viêt Nam                                  | Victoire vietnamienne sur les Chinois                                                                       |
| Bataille de Nhu-Nguyet                                                                          | 1077                     | Viêt Nam                                  | Victoire vietnamienne sur les Chinois                                                                       |
| Guerre byzantino-normande (1081- )                                                              |                          |                                           | |
| Bataille de Dyrrachium (1081)                                                                   | 18 octobre 1081          | Durazzo, Albanie                          | Victoire des Normands sur l'Empire byzantin                                                                 |
| Guerre entre l'Empire byzantin et les Seldjoukides                                              |                          |                                           | |
| Bataille des îles Koyun                                                                         | 19 mai 1090              | près de Chios                             | Victoire seldjoukide sur les Byzantins                                                                      |
| les croisades (1096-1272)                                                                       |                          |                                           | |
| Bataille d'Ascalon                                                                              | 30 mai 1123              | Terre sainte                              | Victoire vénitienne sur l'Égypte                                                                            |
| Combat du golfe d'Aqaba                                                                         | 1183                     | Golfe d'Aqaba                             | Victoire ayyoubide sur les Francs                                                                           |
| Bataille d'al-Hawrâ                                                                             | février 1183             | Nejd, Arabie                              | Victoire ayyoubide sur les Francs                                                                           |
| Guerre entre l'Empire byzantin et le royaume normand de Sicile                                  |                          |                                           | |
| Bataille du cap Malée                                                                           | 1148                     |                                           | Victoire byzantine sur la France et les Sicilo-Normands                                                     |
| 1re guerre de Cent Ans (1159-1299)                                                              |                          |                                           | |
| Bataille de Damme                                                                               | 30-31 mai 1213           | Flandres, Belgique                        | Victoire anglaise sur la France                                                                             |
| Bataille de Douvres (1217)                                                                      | début 1217               | large de Douvres, Grande-Bretagne         | Victoire anglo-poitevine sur la France pendant la première guerre des Barons (1215-1217)                    |
| Bataille de Sandwich (1217) ou des Cinq-Îles ou des Cinq-Ports ou de South Foreland             | 24 août 1217             | large de Douvres, Grande-Bretagne         | Victoire anglo-poitevine sur la France pendant la première guerre des Barons                                |
| Guerre entre les empires Song et Jin en Chine                                                   |                          |                                           | |
| Bataille de Tangdao                                                                             | 1161                     | au large des côtes du Shandong, Chine     | Victoire des Song sur les Jin                                                                               |
| Bataille de Caishi                                                                              | 1161                     | Chine                                     | Victoire Song sur les Jin                                                                                   |
| Guerre entre l'empire khmer et le Champa (1177)                                                 |                          |                                           | |
| Bataille du lac Tonle Sap                                                                       | 1177                     | Angkor                                    | Victoire cham sur les Khmers                                                                                |
| Guerre de Genpei (1180-1185)                                                                    |                          |                                           | |
| Bataille de Mizushima                                                                           | 17 novembre 1183         | au large de Honshū                        | Victoire des Taira sur les Minamoto                                                                         |
| Bataille de Yashima                                                                             | 22 mars 1185             | au large de Shikoku                       | Victoire des Minamoto sur les Taira                                                                         |
| Bataille de Dan-no-ura                                                                          | 25 avril 1185            | Détroit de Shimonoseki                    | Victoire des Minamoto sur les Taira                                                                         |
| Guerre entre Pise et Gênes                                                                      |                          |                                           | |
| Bataille de la Meloria (1241) (en)                                                              | 3 mai 1241               | au large de Livourne                      | Victoire pisane sur Gênes                                                                                   |
| 1re Guerre vénéto-génoise (1256-1270)                                                           |                          |                                           | |
| bataille d'acre (en)                                                                            | 1258                     | Terre sainte                              | Victoire vénitienne sur la république de Gênes                                                              |
| Bataille de Settepozzi                                                                          | 1263                     | Golfe de Nauplie                          | Victoire vénitienne sur la république de Gênes et l'Empire byzantin                                         |
| Bataille de Saseno (en)                                                                         | 14 août 1264             | Mer Adriatique                            | Victoire génoise sur la république de Venise                                                                |
| Bataille de Trapani (en)                                                                        | 23 juin 1266             | Sicile                                    | Victoire vénitienne sur la république de Gênes                                                              |
| Guerres byzantino-latines                                                                       |                          |                                           | |
| Bataille de Démétrias                                                                           | 1272-1273 ou 1274-1275   | Démétrias, aujourd'hui Volos              | Victoire byzantine sur les barons latins d'Eubée et de Crète                                                |
| Bataille des îles Échinades                                                                     | 1427                     | îles Ioniennes                            | Victoire byzantine sur une flotte de Carlo Ier Tocco                                                        |
| Guerre entre la Castille et le royaume de Fez                                                   |                          |                                           | |
| Bataille d'Algésiras (1278)                                                                     | 1278                     | Espagne                                   | Victoire des Mérinides sur la Castille                                                                      |
| Guerre entre Pise et Gênes (1282-1284)                                                          |                          |                                           | |
| Bataille de la Meloria (1284)                                                                   | 6 août 1284              | au large de Livourne                      | Victoire génoise sur Pise                                                                                   |
| Guerre des Vêpres siciliennes (1282-1302), Croisade d'Aragon (1283-1286)                        |                          |                                           | |
| Bataille de Malte                                                                               | 8 juin ou 8 juillet 1283 | Malte                                     | Victoire aragonaise sur une flotte provenço-angevine                                                        |
| Bataille de San Feliu de Guixols                                                                | 27 et 28 juillet 1285    | Province de Gérone, Catalogne, Espagne    | Victoire catalane sur la France                                                                             |
| Bataille des Formigues                                                                          | 3 et 4 septembre 1285    | Îles Formigues                            | Victoire catalane sur la France                                                                             |
| 3e Invasion du Viêt Nam par les Yuan-Mongols (1287-1288)                                        |                          |                                           | |
| Bataille de Van Don                                                                             | décembre 1287            | Viêt Nam                                  | Victoire vietnamienne sur les Yuan-Mongols                                                                  |
| Bataille du Bach Dang (1288)                                                                    | avril 1288               | baie d'Along                              | Victoire vietnamienne sur les Yuan-Mongols                                                                  |
| 2e Guerre vénéto-génoise (1294-1299)                                                            |                          |                                           | |
| Bataille de Lajazzo                                                                             | 1294                     |                                           | Victoire génoise sur la république de Venise                                                                |
| Bataille de Curzola                                                                             | 8 septembre 1298         | Mer Adriatique                            | Victoire génoise sur la république de Venise                                                                |
| Guerre entre l'Aragon et le royaume de Sicile (1299-1302)                                       |                          |                                           | |
| Bataille du cap Orlando (en)                                                                    | 4 juillet 1299           | au large de la Sicile                     | Victoire aragonaise et angevine sur la Sicile                                                               |
| Bataille de Ponza (en)                                                                          | 14 juin 1300             | au large de Naples                        | Victoire aragonaise et angevine sur la Sicile                                                               |
| Guerre de Flandre (1302-1305)                                                                   |                          |                                           | |
| Bataille de Zierikzee                                                                           | 10-11 août 1304          | Zélande                                   | Victoire franco-hollando-génoise sur les Flamands                                                           |
| Guerre de course entre les Hospitaliers et les puissances musulmanes en Méditerranée (1310-...) |                          |                                           | |
| Bataille d'Episcopia                                                                            | 1323                     | île d'Episcopia                           | Victoire des Hospitaliers sur les Turcs                                                                     |
| Bataille d'Imbros                                                                               | 1346                     | île d'Imbros, près des Dardanelles        | Victoire des Hospitaliers sur les Turcs                                                                     |
| Guerre luso-castillane (1325-1328)                                                              |                          |                                           | |
| Bataille du cap Saint-Vincent (1327)                                                            | 21 juillet 1327          | cap Saint-Vincent, Portugal               | Victoire castillane sur le Portugal                                                                         |
| Guerre luso-castillane (1337-1338)                                                              |                          |                                           | |
| Bataille du cap Saint Vincent (1338)                                                            | 1338                     | cap Saint-Vincent, Portugal               | Victoire castillane sur le Portugal                                                                         |
| Guerre de Cent Ans (1337-1453)                                                                  |                          |                                           | |
| Bataille d'Arnemuiden                                                                           | 23 septembre 1338        | île de Walcheren, Pays-Bas                | Victoire française sur l'Angleterre                                                                         |
| Bataille de L'Écluse                                                                            | 24 juin 1340             | près de L'Écluse, Zélande                 | Victoire anglaise sur la France                                                                             |
| Bataille de Quimperlé                                                                           | 1342                     | Bretagne                                  | Victoire castillane sur l'Angleterre                                                                        |
| Bataille de L'Espagnols sur Mer ou de Winchelsea                                                | 29 août 1350             | Manche                                    | Victoire anglaise sur la Castille                                                                           |
| Bataille de la Rochelle                                                                         | 22 juin 1372             | Aunis                                     | Victoire franco-castillane sur l'Angleterre                                                                 |
| Bataille de Cherbourg (1378)                                                                    | octobre 1378             | Manche                                    | Victoire franco-génoise sur l'Angleterre                                                                    |
| Bataille de Kinsale (1380)                                                                      | 10 juin 1380             | Kinsale, Irlande                          | Victoire anglaise sur la Castille                                                                           |
| Bataille de L'Écluse (1385)                                                                     | mai 1385                 | près de L'Écluse, Zélande                 | Victoire française sur l'Angleterre                                                                         |
| Bataille de la Gironde                                                                          | janvier 1407             | Estuaire de la Gironde                    | Victoire anglaise sur la France                                                                             |
| Bataille de Chef-de-Caux ou de la Seine                                                         | 15 août 1416             | Embouchure de la Seine                    | Victoire anglaise sur les Franco-génois                                                                     |
| Bataille de la baie de Seine                                                                    | 25 juillet 1417          | Normandie                                 | Victoire anglaise sur la France                                                                             |
| Bataille de La Rochelle (1419)                                                                  | 30 décembre 1419         | La Rochelle                               | Victoire castillane sur l'Angleterre et la Hanse                                                            |
| 3e Guerre vénéto-génoise (1350-1355)                                                            |                          |                                           | |
| Bataille du Bosphore (1352)                                                                     | 13 février 1352          | Bosphore                                  | Bataille indécise entre la république de Gênes d'une part, Venise, l'Aragon et l'Empire byzantin de l'autre |
| Bataille d'Alghero ou de La Lojera                                                              | 29 août 1353             | Sardaigne                                 | Victoire vénéto-aragonaise sur la république de Gênes                                                       |
| Bataille de Porto-Longo ou de Sapienza                                                          | 3 novembre 1354          | Mer Égée                                  | Victoire génoise sur la république de Venise                                                                |
| Guerre entre la Hanse et le Danemark                                                            |                          |                                           | |
| Bataille d'Helsingborg (1362)                                                                   | 1362                     | Helsingborg, Suède                        | Victoire danoise sur la Hanse                                                                               |
| Guerre luso-castillane (1369-1371)                                                              |                          |                                           | |
| Bataille de Sanlucar de Barameda                                                                | 1370                     |                                           | Victoire castillane sur le Portugal                                                                         |
| Guerre de Chioggia (1379-1381)                                                                  |                          |                                           | |
| Bataille du cap Anzio                                                                           | mai 1378                 | Mer Tyrrhénienne                          | Victoire vénitienne sur la république de Gênes                                                              |
| Bataille de Pola                                                                                | 7 mai 1379               | Golfe de Venise                           | Victoire génoise sur république de Venise                                                                   |
| Bataille de Chioggia                                                                            | juin 1380                | lagon de Chioggia                         | Victoire vénitienne sur république de Gênes                                                                 |
| Guerre luso-castillane (1379-1385)                                                              |                          |                                           | |
| Bataille de Saltes                                                                              | 17 juillet 1381          | Andalousie                                | Victoire castillane sur le Portugal                                                                         |
| Guerre vénéto-milanaise                                                                         |                          |                                           | |
| Bataille du Pô                                                                                  | 22 mai 1432              | Pô                                        | Victoire milanaise sur Venise                                                                               |
| Conquête de Naples par le royaume d'Aragon                                                      |                          |                                           | |
| Bataille de Ponza                                                                               | 5 août 1435              | Au large de l'île de Ponza                | Victoire génoise sur le royaume d'Aragon                                                                    |
| Chute de Constantinople (1453)                                                                  |                          |                                           | |
| Bataille de la Corne d'Or du 12 avril 1453                                                      | 12 avril 1453            | Constantinople, Empire byzantin           | Victoire italo-byzantine sur les Ottomans                                                                   |
| Bataille du Bosphore                                                                            | 20 avril 1453            | Constantinople, Empire byzantin           | Victoire byzantino-génoise sur les Ottomans                                                                 |
| Bataille de la Corne d'Or du 23 avril 1453                                                      | 23 avril 1453            | Constantinople, Empire byzantin           | Victoire ottomane sur les Italo-byzantins                                                                   |
| Guerre de Treize Ans (1454-1466)                                                                |                          |                                           | |
| Bataille de Zatoka Świeża                                                                       | 15 septembre 1463        |                                           | Victoire de la Confédération prussienne sur les chevaliers teutoniques                                      |
| Guerre luso-castillane pour l'Afrique (1478-1482)                                               |                          |                                           | |
| Bataille de Guinée                                                                              | print. ou été 1478       | au large d'Elmina, Côte de l'Or           | Victoire portugaise sur les Castillans                                                                      |
| Guerre des Deux-Roses (1455-1485)                                                               |                          |                                           | |
| Bataille de Bristol                                                                             | 1484                     | Canal de Bristol                          | Victoire de corsaires français sur les Yorkistes                                                            |
| Guerre vénéto-ottomane (1499-1503)                                                              |                          |                                           | |
| Bataille de Zonchio (en) ou 1re bataille de Lépante                                             | 25 août 1499             | au large de Zonchio, Grèce                | Victoire turque sur Venise                                                                                  |
| Bataille de Modon (en) ou 2e bataille de Lépante                                                | août 1500                | au large de Modon, mer Ionienne           | Victoire turque sur Venise                                                                                  |

## XVIesiècle
| Bataille | Date(s)                  | Lieu                                        | Résumé                                                          |
| --- | ------------------------ | ------------------------------------------- | --------------------------------------------------------------- |
| Expansion portugaise en Asie                                                                                      |                          |                                             |                                                                 |
| Bataille de Cananor                                                                                               | 17-19 mars 1506          | Inde                                        | Victoire portugaise sur Calicut                                 |
| Bataille de Chaul                                                                                                 | mars 1508                | Inde                                        | Victoire égyptienne sur le Portugal                             |
| Bataille de Diu                                                                                                   | 3 février 1509           | Inde                                        | Victoire portugaise sur l'Égypte et le Gujarat                  |
| Guerres entre la chrétienté et l'empire ottoman                                                                   |                          |                                             |                                                                 |
| Combat de Mont'Argentario                                                                                         | septembre 1518           | au large de la Calabre                      | Victoire ottomane sur les Pontificaux                           |
| Bataille de Pianosa                                                                                               | 22 avril 1519            | île de Pianosa                              | Victoire génoise sur les Ottomans                               |
| Bataille de Préveza                                                                                               | 28 septembre 1538        | golfe Ambracique, Grèce                     | Victoire ottomane sur la flotte hispano-vénitienne              |
| Bataille de l'île d'Alborán                                                                                       | 1er octobre 1540         | au large de l'ile d'Alborán                 | Victoire espagnole sur des corsaires algériens                  |
| Bataille de Ponza                                                                                                 | 5 août 1552              | au large de l'ile de Ponza                  | Victoire franco-ottomane sur la république de Gênes             |
| Bataille de Djerba                                                                                                | 9-14 mai 1560            | Tunisie                                     | Victoire ottomane sur les Hispano-Hospitaliers                  |
| Bataille de Lépante                                                                                               | 7 octobre 1571           | Golfe de Patras                             | Victoire de la Sainte-Ligue sur les Turcs                       |
| Expéditions pirates et guerre de course contre l'Espagne et le Portugal                                           |                          |                                             |                                                                 |
| Bataille du cap Finisterre (1509)                                                                                 | 18 janvier 1509          | Golfe de Biscaye                            | Victoire portugaise sur des corsaires français                  |
| Bataille de San Juan de Ulúa (1568)                                                                               | 23 septembre 1568        | Veracruz, Mexique                           | Victoire espagnole sur des corsaires anglais                    |
| Bataille des Açores (1578)                                                                                        | 1578                     | Açores                                      | Victoire espagnole sur l'Angleterre                             |
| Guerre de la Ligue de Cambrai                                                                                     |                          |                                             |                                                                 |
| Bataille de Villamarine                                                                                           | 19 juillet 1510          | Méditerranée                                | Victoire française sur Venise et les Pontificaux                |
| Bataille de Saint-Mathieu                                                                                         | 10 août 1512             | Bretagne                                    | Victoire anglaise sur la France                                 |
| Bataille de la baie des Blancs-Sablons                                                                            | 22 avril 1513            | Bretagne                                    | Victoire française sur l'Angleterre                             |
| Bataille de Brest (1513)                                                                                          | 24 avril 1513            | Bretagne                                    | Victoire française sur l'Angleterre                             |
| Neuvième guerre d'Italie (1542-1546) et Guerre anglo-écossaise (1544- )                                           |                          |                                             |                                                                 |
| Bataille de Muros                                                                                                 | 25 juillet 1543          | Muros en Galice, Espagne                    | Victoire espagnole sur la France                                |
| Bataille de Chef-de-Caux (1545)                                                                                   | 3 juillet 1545           | embouchure de la Seine                      | Victoire française sur l'Angleterre                             |
| Bataille de Portsmouth ou du Solent                                                                               | 18-19 juillet 1545       | au large de Portsmouth, Manche              | Bataille indécise entre la France et l'Angleterre               |
| Bataille de Boulogne ou de Shoreham                                                                               | 15 août 1545             | au large de Boulogne, Manche                | Victoire française sur l'Angleterre                             |
| Bataille de Berwick-upon-Tweed                                                                                    | 27 juillet 1548          | au large de Berwick-upon-Tweed, mer du Nord | Victoire française sur l'Angleterre                             |
| Guerre nordique de Sept Ans ou guerre des Trois Couronnes (1563-1570)                                             |                          |                                             |                                                                 |
| Bataille de Bornholm (1563)                                                                                       | 30 mai 1563              | Baltique                                    | Victoire suédoise sur le Danemark                               |
| Bataille de Gotland (1563)                                                                                        | 11 septembre 1563        | Baltique                                    | Bataille indécise entre les flottes suédoise et dano-lubeckoise |
| Bataille de Gotland (1564)                                                                                        | 30-31 mai 1564           | Baltique                                    | Victoire du Danemark et de Lübeck sur la Suède                  |
| Combat de Warnemunde                                                                                              | 12 juillet 1564          | Baltique                                    | Victoire du Danemark sur la Suède                               |
| Bataille d'Öland (1564)                                                                                           | 12-13 août 1564          | Baltique                                    | Victoire suédoise sur le Danemark et Lübeck                     |
| Bataille de Rügen (1564)                                                                                          | 22 mai 1565              | Baltique                                    | Victoire suédoise sur le Danemark                               |
| Bataille de Buchow                                                                                                | 4 juin 1565              | Baltique                                    | Victoire suédoise sur le Danemark et Lübeck                     |
| Bataille de Bornholm (1565)                                                                                       | 7 juillet 1565           | Baltique                                    | Victoire suédoise sur le Danemark et Lübeck                     |
| Bataille d'Öland (1566)                                                                                           | 26 juillet 1566          | Baltique                                    | Victoire suédoise sur le Danemark et Lübeck                     |
| Guerre de Quatre-Vingts Ans (1568-1648)                                                                           |                          |                                             |                                                                 |
| Bataille de Flessingue                                                                                            | 17 avril 1573            | Flessingue, Pays-Bas                        | Victoire des Gueux de mer sur l'Espagne                         |
| Bataille de Borsele                                                                                               | 22 avril 1573            | Borsele, Pays-Bas                           | Victoire des Gueux de mer sur l'Espagne                         |
| Bataille du Haarlemmermeer                                                                                        | 26 mai 1573              | Pays-Bas                                    | Victoire espagnole sur les Gueux de mer                         |
| Bataille de Zuiderzee                                                                                             | 11 octobre 1573          | Zuiderzee, Pays-Bas                         | Victoire des Gueux de mer sur l'Espagne                         |
| Bataille de Reimerswaal ou de Bergen-op-Zoom                                                                      | 29 janvier 1574          | Escaut oriental, Zélande, Pays-Bas          | Victoire des Gueux de mer sur l'Espagne                         |
| Bataille navale de Lillo ou d'Anvers                                                                              | 30 mai 1574              | Anvers, Belgique                            | Victoire des Gueux de mer sur l'Espagne                         |
| Guerre de Succession du Portugal (1580-1582)                                                                      |                          |                                             |                                                                 |
| Bataille des Açores                                                                                               | 26 juillet 1582          | Atlantique                                  | Victoire espagnole sur la France                                |
| Guerre anglo-espagnole (1585-1604), Invincible Armada (1588) et huitième guerre de religion en France (1585-1598) |                          |                                             |                                                                 |
| Bataille de Plymouth (1588)                                                                                       | 31 juillet 1588          | Manche                                      | Bataille indécise entre l'Angleterre et l'Espagne               |
| Bataille de Portland (1588)                                                                                       | 2 août 1588              | près de l'île de Portland, dans la Manche   | Victoire anglaise sur l'Espagne                                 |
| Bataille de l'ile de Wight                                                                                        | 4 août 1588              | Manche                                      | Victoire anglaise sur l'Espagne                                 |
| Bataille de Calais                                                                                                | nuit du 7 au 8 août 1588 | Manche                                      | Victoire anglaise sur l'Espagne                                 |
| Bataille de Gravelines (1588)                                                                                     | 8 août 1588              | Manche                                      | Victoire anglaise sur l'Espagne                                 |
| Expédition Drake-Norreys (Contre-Armada)                                                                          | Avril-Juin 1589          |                                             | Victoire espagnole sur l'Angleterre                             |
| Combat des Açores                                                                                                 | 31 août 1591             | au large de Flores                          | Victoire espagnole sur l'Angleterre                             |
| Combat des Açores (1592)                                                                                          | 3 août 1592              | au large des Açores                         | Victoire anglaise sur le Portugal                               |
| Bataille de Blaye                                                                                                 | 18 avril 1593            | dans l'Estuaire de la Gironde               | Victoire espagnole sur l'Angleterre                             |
| Expédition de Drake et Hawkins                                                                                    | 7 septembre 1595-1596    |                                             | Victoire espagnole sur l'Angleterre                             |
| Guerre d'Imjin (1592-1598)                                                                                        |                          |                                             |                                                                 |
| Bataille d'Okpo                                                                                                   | 15 et 16 juin 1592       | Okpo, Jeolla, Corée                         | Victoire coréenne sur le Japon                                  |
| Bataille de Sacheon                                                                                               | mi-1592                  | au large de la Corée                        | Victoire coréenne sur le Japon                                  |
| Bataille de Tang'po                                                                                               | mi-1592                  | large de la Corée                           | Victoire coréenne sur le Japon                                  |
| Bataille de Danghangpo                                                                                            | 10 juillet 1592          | large de la Corée                           | Victoire coréenne sur le Japon                                  |
| Bataille de l'île Hansan                                                                                          | juillet 1592             | Île de Han-san, Corée                       | Victoire coréenne sur le Japon                                  |
| Bataille de Chilchonryang                                                                                         | 16 juillet 1597          | large de la Corée                           | Victoire japonaise sur la Corée                                 |
| Bataille de Myong-Yang                                                                                            | 26 octobre 1597          | large de la Corée                           | Victoire coréenne sur le Japon                                  |
| Bataille de No Ryang Chin                                                                                         | 19 novembre 1598         | large de la Corée                           | Victoire sino-coréenne sur le Japon                             |

## XVIIesiècle
| Bataille | Date(s)                    | Lieu                                                               | Résumé |
| --- | -------------------------- | ------------------------------------------------------------------ | --- |
| Guerre de Quatre-Vingts Ans (1568-1648) (à partir de 1618, les batailles de ce conflit sont incluses dans la rubrique guerre de trente ans) |                            |                                                                    | |
| Combat du cap Saint-Vincent | 19 juin 1606               | cap Saint-Vincent, Portugal                                        | Victoire espagnole sur les Hollandais                                                                        |
| Bataille de Gibraltar (1607) | 25 avril 1607              | large de Gibraltar                                                 | Victoire hollandaise sur l'Espagne                                                                           |
| Combat de Cañete | 22 juillet 1615            | San Vicente de Cañete, Pérou                                       | Victoire hollandaise sur l'Espagne                                                                           |
| Rivalités européennes en Asie |                            |                                                                    | |
| Bataille de Bantam (en) | 25-30 décembre 1601        | Java, Indonésie                                                    | Victoire hollandaise sur le Portugal                                                                         |
| Bataille du cap Rachado | 14 août 1606               | Malacca, Malaisie                                                  | Victoire portugaise sur la Compagnie néerlandaise des Indes orientales                                       |
| Bataille de Swally | 29-30 novembre 1612        | Surate, Inde                                                       | Victoire de la British East india Company sur le Portugal                                                    |
| Bataille de Surate | 20 janvier 1615            | Surate, Inde                                                       | Victoire de la British East india Company sur le Portugal                                                    |
| Bataille de Jask | 16-17 décembre 1620        | Iran                                                               | Victoire de la British East india Company sur le Portugal                                                    |
| Guerres contre les Barbaresques et guerre de course en Méditerranée                                                                         |                            |                                                                    | |
| Bataille du cap Celidonio | 20 octobre 1608            | cap Celidonio                                                      | Victoire toscane sur les Turcs                                                                               |
| Bataille de La Goulette (1609) | 29 juillet 1609            | Tunisie                                                            | Victoire franco-espagnole sur Tunis                                                                          |
| Bataille du cap Celidonio (1616) | 14 - 16 juillet 1616       | cap Celidonio                                                      | Victoire espagnole sur les Turcs                                                                             |
| Combat de Syracuse | 26 mai 1625                | large de Syracuse                                                  | Victoire bizertine sur l'Ordre de Saint-Jean de Jérusalem                                                    |
| Bataille de Valona | 1638                       | Albanie                                                            | Victoire vénitienne sur la régence d'Alger                                                                   |
| Bataille de Porto-Farina | 14 avril 1655              | Tunisie                                                            | Victoire anglaise sur Tunis                                                                                  |
| Bataille de La Goulette | mars 1665                  | Tunisie                                                            | Victoire française sur la régence d'Alger                                                                    |
| Bataille de Cherchell | 24 août 1665               | Algérie                                                            | Victoire française sur la régence d'Alger                                                                    |
| Bataille de Porto Delphino | 27 novembre 1665           | Chios, Grèce                                                       | Victoire de l'Ordre de Saint-Jean de Jérusalem sur les Turcs                                                 |
| Bataille du cap Spartel (1670) | 18 août 1670               | Espagne                                                            | Victoire anglo-hollandaise sur la régence d'Alger                                                            |
| Bataille de Bougie | 2 et 8 mai 1671            | Béjaïa, Algérie                                                    | Victoire anglaise sur la régence d'Alger                                                                     |
| Bombardement de Chios | 23 juillet 1681            | Chios                                                              | Victoire française sur la régence de Tripoli                                                                 |
| Bombardement d'Alger (1682) | juillet-août 1682          | Algérie                                                            | Bataille indécise entre la France et la régence d'Alger                                                      |
| Bombardement d'Alger (1683) | 26 juin-29 juillet 1683    | Algérie                                                            | Victoire française sur la régence d'Alger                                                                    |
| Guerre de Gradisca (1616-1618) |                            |                                                                    | |
| Bataille de Raguse | 22 novembre 1617           | Raguse, Italie                                                     | Victoire espagnole sur Venise                                                                                |
| Guerre polono-suédoise (1617-1629) |                            |                                                                    | |
| Bataille d'Oliwa | 28 novembre 1627           | large de Gdańsk                                                    | Victoire polonaise sur la Suède                                                                              |
| Guerre de Trente Ans (1618-1648) |                            |                                                                    | |
| Bataille du cap Saint-Vincent (1621) | 10 août 1621               | cap Saint-Vincent, Portugal                                        | Victoire espagnole sur les Hollandais                                                                        |
| Bataille de la baie de Matanzas | 8 septembre 1628           | Cuba                                                               | Victoire hollandaise sur l'Espagne                                                                           |
| Bataille des Abrolhos | 12 septembre 1631          | Brésil                                                             | Victoire hispano-portugaise sur les Provinces-Unies                                                          |
| Bataille des îles de Lérins (1635) | 13 - 15 septembre 1635     | Méditerranée, France                                               | Victoire espagnole sur la France                                                                             |
| Combat du cap Lizard | 18 février 1637            | Manche                                                             | Victoire espagnole sur la Hollande                                                                           |
| Bataille des îles de Lérins (1637) | mars - avril 1637          | Méditerranée, France                                               | Victoire française sur l'Espagne                                                                             |
| Bataille de Getaria | 22 août 1638               | Getaria, Pays basque                                               | Victoire française sur l'Espagne                                                                             |
| Bataille de Cabañas | 30 août - 3 septembre 1638 | Cabañas, Cuba                                                      | Victoire espagnole sur les Provinces-Unies                                                                   |
| Bataille de Vado | 1er septembre 1638         | près de Gênes                                                      | Victoire française sur l'Espagne                                                                             |
| Combat de Dunkerque | 18 février 1639            | Dunkerque, Manche                                                  | Victoire hollandaise sur l'Espagne                                                                           |
| Bataille des Downs ou bataille des Dunes | 31 octobre 1639            | près de Dunkerque                                                  | Victoire hollandaise sur l'Espagne                                                                           |
| Combat de Gurupá | 9 janvier 1640             | Pará, Brésil                                                       | Victoire portugaise sur les Provinces-Unies                                                                  |
| Bataille de Cadix (1640) | 27 juillet 1640            | Cadix, Espagne                                                     | Victoire française sur l'Espagne                                                                             |
| Bataille de Tarragone (4 juillet) | 4 juillet 1641             | Tarragone, Espagne                                                 | Victoire espagnole sur la France                                                                             |
| Bataille de Tarragone | 20-25 août 1641            | Tarragone, Espagne                                                 | Victoire espagnole sur la France                                                                             |
| Bataille du cap Saint-Vincent (1641) | 4 novembre 1641            | cap Saint-Vincent, Portugal                                        | Victoire espagnole sur les Hollandais                                                                        |
| Bataille de Barcelone | 29 juin - 3 juillet 1642   | Barcelone, Espagne                                                 | Victoire française sur les Espagnols                                                                         |
| Bataille de Barcelone (1643) | 9 août 1643                | Catalogne                                                          | Victoire française sur l'Espagne                                                                             |
| Bataille de Carthagène ou du cap Gata | 3 septembre 1643           | Espagne                                                            | Victoire française sur l'Espagne                                                                             |
| Bataille de Tamandaré | 9 septembre 1643           | Brésil                                                             | Victoire hollandaise sur le Portugal                                                                         |
| Bataille de Kolberger Heide | 1er juillet 1644           | Danemark                                                           | Bataille indécise entre la Suède et le Danemark                                                              |
| Bataille de Fehmarn Belt | 13 octobre 1644            | Danemark                                                           | Victoire décisive suédoise sur le Danemark                                                                   |
| Bataille d'Orbetello | 14 juin 1646               | Italie                                                             | Victoire navale française sur l'Espagne Victoire terrestre espagnole sur la France                           |
| Bataille du port de Cavite | 10 juin 1647               | Philippines                                                        | Victoire espagnole sur les Provinces-Unies                                                                   |
| Bataille de Castellamare | 21-22 décembre 1647        | Baie de Naples                                                     | Victoire française sur l'Espagne                                                                             |
| Combat de Tortosa | 23 novembre 1650           | Tortosa, Espagne                                                   | Victoire espagnole sur la France                                                                             |
| Révolte huguenote, siège de La Rochelle, guerre franco-anglaise (1622- ) et guerre anglo-espagnole (1624-1630)                              |                            |                                                                    | |
| Bataille de Brouage | 24 septembre 1621          | Canal de Brouage                                                   | Victoire des Protestants sur les Royaux                                                                      |
| Bataille de Saint-Martin-de-Ré | 26 octobre 1622            | La Rochelle                                                        | Victoire des Royaux sur les Protestants                                                                      |
| Bataille de Port-Louis ou Bataille du Blavet                                                                                                | 17 janvier 1625            | Bretagne                                                           | Victoire des Protestants sur les Royaux                                                                      |
| Bataille du Pertuis-Breton | 16 - 17 septembre 1625     | Pertuis Breton, La Rochelle                                        | Victoire des Royaux sur les Protestants rochelais                                                            |
| Bataille de Cadix (1625) | 1er - 7 novembre 1625      | Cadix, Espagne                                                     | Victoire espagnole sur une flotte anglo-hollandaise                                                          |
| Bataille de Cherbourg (1628) | 21 juin 1628               | Normandie                                                          | Victoire française sur l'Angleterre                                                                          |
| Guerre de Crète (1645-1669) |                            |                                                                    | |
| Bataille des Dardanelles (1648) | 1648                       | Détroit des Dardanelles                                            | Victoire vénitienne sur les Ottomans                                                                         |
| Bataille de Focchies | 12 mai 1649                | près de Smyrne                                                     | Victoire vénitienne sur les Ottomans                                                                         |
| Bataille de Paros ou de Naxos | 10 juillet 1651            | Cyclades                                                           | Victoire vénitienne sur les Ottomans                                                                         |
| Bataille de Rhodes (1654) | 4 avril 1654               | Grèce                                                              | Victoire de l'Ordre de Saint-Jean de Jérusalem sur les Ottomans                                              |
| Bataille de l'Hellespont (1654) | 13 mai 1654                | Dardanelles                                                        | Victoire ottomane sur Venise                                                                                 |
| Bataille des Dardanelles (1654) | 6 juillet 1654             | Détroit des Dardanelles                                            | Victoire ottomane sur Venise                                                                                 |
| Bataille des Dardanelles (1655) | 1655                       | Détroit des Dardanelles                                            | Victoire vénitienne sur les Ottomans                                                                         |
| Bataille des Dardanelles (1656) | 26-27 juin 1656            | Dardanelles                                                        | Victoire vénéto-maltaise sur les Ottomans                                                                    |
| Bataille de Chios (1657) | 3 mai 1657                 | Grèce                                                              | Victoire vénitienne sur Alger                                                                                |
| Bataille des Dardanelles (1657) | 17 - 19 juillet 1657       | Dardanelles                                                        | Victoire ottomane sur Venise                                                                                 |
| Bataille de Milos | 27 août 1661               | Grèce                                                              | Victoire vénitienne sur les Ottomans                                                                         |
| Bataille de Fraschia | 8 mai 1668                 | Crète                                                              | Victoire vénitienne sur les Ottomans                                                                         |
| Première guerre anglo-néerlandaise (1652-1654)                                                                                              |                            |                                                                    | |
| Bataille de Douvres | 29 mai 1652                | Pas de Calais                                                      | Victoire anglaise sur les Provinces-Unies                                                                    |
| Bataille de Plymouth (1652) | 26 août 1652               | Manche                                                             | Victoire hollandaise sur l'Angleterre                                                                        |
| Bataille d'Elbe ou de Monte-Christo | 4 septembre 1652           | entre l'île d'Elbe et l'île de Montecristo                         | Victoire hollandaise sur l'Angleterre                                                                        |
| Bataille de Kentish Knock | 8 octobre 1652             | Mer du Nord                                                        | Victoire anglaise sur les Provinces-Unies                                                                    |
| Bataille de Dungeness ou Goodwin | 10 décembre 1652           | Mer du Nord                                                        | Victoire hollandaise sur l'Angleterre                                                                        |
| Bataille de Portland ou des Trois Jours | 28 février au 2 mars 1653  | Manche (près de l'île de Portland)                                 | Victoire anglaise sur les Provinces-Unies                                                                    |
| Bataille de Livourne ou d'Elbe ou de Leghorn                                                                                                | 13 mars 1653               | au large de l'île d'Elbe                                           | Victoire hollandaise sur l'Angleterre                                                                        |
| Bataille de Gabbard ou North Foreland | 12-13 juin 1653            | Mer du Nord                                                        | Victoire anglaise sur les Provinces-Unies                                                                    |
| Bataille de Scheveningen ou du Texel | 10 août 1653               | Mer du Nord                                                        | Victoire anglaise sur les Provinces-Unies                                                                    |
| Guerre anglo-espagnole (1654-1660) |                            |                                                                    | |
| Bataille de Cadix (1656) | 20 avril 1656              | Espagne                                                            | Victoire anglaise sur l'Espagne                                                                              |
| Bataille de Santa-Cruz de Ténérife | 20 avril 1657              | Îles Canaries                                                      | Victoire anglaise sur l'Espagne                                                                              |
| Première Guerre du Nord (1655-1660) |                            |                                                                    | |
| Bataille de l'Öresund ou du Sund | 29 octobre 1658            | détroit du Sund ou de l'Øresund                                    | Victoire hollandaise sur la Suède                                                                            |
| Deuxième guerre anglo-néerlandaise (1665-1667)                                                                                              |                            |                                                                    | |
| Bataille de Lowestoft | 13 juin 1665               | au large du Sussex                                                 | Victoire anglaise sur les Provinces-Unies                                                                    |
| Bataille de Vågen ou de Bergen | 12 août 1665               | Norvège, Bergen                                                    | Victoire hollando-norvégienne sur l'Angleterre                                                               |
| Bataille des Quatre Jours | 11-14 juin 1666            | Manche                                                             | Victoire hollandaise sur l'Angleterre                                                                        |
| Bataille de North Foreland ou « St Jame's Day Fight » ou « Orfordness »                                                                     | 4-5 août 1666              | North Foreland Angleterre                                          | Victoire anglaise sur les Provinces-Unies                                                                    |
| Raid du Vliestromm ou « Holmes's Bonfire »                                                                                                  | 19-20 août 1666            | Pays-Bas                                                           | Victoire anglaise sur les Provinces-Unies                                                                    |
| Bataille du cap Dungeness | fin septembre 1666         | Angleterre                                                         | Victoire anglaise sur les Provinces-Unies et la France                                                       |
| Raid sur la Medway | 9 -14 juin 1667            | Angleterre                                                         | Victoire hollandaise sur l'Angleterre                                                                        |
| Guerre de Hollande (1672-1678) |                            |                                                                    | |
| Bataille de Solebay | 7 juin 1672                | Mer du Nord                                                        | Victoire hollandaise sur les Anglo-Français                                                                  |
| Première puis seconde bataille de Schooneveld                                                                                               | 7 et 14 juin 1673          | Mer du Nord                                                        | Victoire hollandaise sur les Anglo-français                                                                  |
| Bataille du Texel | 21 août 1673               | Mer du Nord                                                        | Victoire hollandaise sur les Anglo-français                                                                  |
| Bataille de Masulipatam (1673) | 1er septembre 1675         | large de Machilipatnam, Inde                                       | Victoire de la Compagnie néerlandaise des Indes orientales sur la compagnie britannique des Indes orientales |
| Bataille du Stromboli ou des îles Lipari | 11 février 1675            | au large de la Sicile                                              | Victoire française sur l'Espagne                                                                             |
| Combat de Reggio | 30 juillet 1675            | Reggio, Calabre                                                    | Victoire française sur l'Espagne                                                                             |
| Bataille d'Alicudi | 8 janvier 1676             | au large de la Sicile                                              | Victoire française sur les Hispano-Hollandais                                                                |
| Bataille d'Agosta | 22 avril 1676              | au large de la Sicile                                              | Victoire française sur les Hispano-Hollandais                                                                |
| Bataille de Palerme (1676) | 2 juin 1676                | au large de la Sicile                                              | Victoire française sur les Hispano-Hollandais                                                                |
| Bataille de Tabago | 3 mars 1677                | Antilles                                                           | Victoire française sur les Provinces-Unies                                                                   |
| Guerre de Scanie (1675-1679) |                            |                                                                    | |
| Bataille de Jasmund | 25 - 26 mai 1676           | au large de la péninsule de Jasmund, au nord-est de l'île de Rügen | Victoire tactique du Danemark et des Pays-Bas sur la Suède                                                   |
| Bataille d'Öland (1676) | 1er juin 1676              | Baltique                                                           | Victoire hollandaise et danoise sur la Suède                                                                 |
| Bataille de Møn | 31 - 1er juin 1677         |                                                                    | Victoire danoise sur la Suède                                                                                |
| Bataille de la baie de Køge | 1-2 juillet 1677           | près de Copenhague                                                 | Victoire danoise sur la Suède                                                                                |
| Guerre hispano-brandebourgeoise (1680-1682)                                                                                                 |                            |                                                                    | |
| Bataille du cap Saint-Vincent (1681) | 30 septembre 1681          | cap Saint-Vincent, Portugal                                        | Victoire espagnole sur le Brandebourg                                                                        |
| Guerre entre l'empire Qing et le royaume taïwanais de Tungning                                                                              |                            |                                                                    | |
| Bataille des Pescadores | 1683                       | Pescadores, Taïwan                                                 | Victoire de l'empire Qing sur le royaume de Tungning                                                         |
| Conflit franco-génois (1684) |                            |                                                                    | |
| Bombardement de Gênes (1684) | mai 1684                   | Italie                                                             | Victoire française sur Gênes                                                                                 |
| Guerre de Morée |                            |                                                                    | |
| Bataille de Chios (1695) | 9 février 1695             | au large de Chios                                                  | Bataille indécise entre Venise et l'empire ottoman                                                           |
| Bataille de Mytilène | 15 septembre 1695          | au large de Mytilène                                               | Bataille indécise entre Venise et l'empire ottoman                                                           |
| Bataille d'Andros | 22 août 1696               | au large de Andros                                                 | Bataille indécise entre Venise et l'empire ottoman                                                           |
| Bataille des Dardanelles (1695) | 20 septembre 1698          | Dardanelles                                                        | Bataille indécise entre Venise et l'empire ottoman                                                           |
| Guerre de la Ligue d'Augsbourg (1689-1697)                                                                                                  |                            |                                                                    | |
| Bataille de la baie de Bantry | 11 mai 1689                | Irlande                                                            | Victoire française sur l'Angleterre                                                                          |
| Bataille du cap Béveziers ou Pevensey ou Beachy Head                                                                                        | 10 juillet 1690            | Manche                                                             | Victoire française sur les anglo-hollandais                                                                  |
| Bataille de la Barbade | 1er février 1692           | au large de la Barbade                                             | |
| Bataille de la Hougue | 29 mai 1692                | Manche                                                             | Bataille indécise entre les Français et les Anglo-hollandais                                                 |
| Bataille de la Hougue | 30 mai au 3 juin 1692      | Manche                                                             | Victoire anglo-hollandaise sur la France                                                                     |
| Bataille de Lagos (1693) | 28 juin 1693               | cap Lagos, Portugal                                                | Victoire française sur les Anglo-Hollandais                                                                  |
| Bataille du Texel (1694) | 29 juin 1694               | Mer du Nord                                                        | Victoire de Jean Bart sur une flotte hollandaise                                                             |
| Bataille du Dogger Bank (1696) | 17 juin 1696               | Mer du Nord                                                        | Victoire de Jean Bart sur une flotte hollandaise                                                             |
| Bataille de la baie de Fundy | 14 juillet 1696            | Nouvelle Ecosse - Maine                                            | Victoire de Pierre Le Moyne d'Iberville                                                                      |
| Bataille de la baie d'Hudson | 5 septembre 1697           | Baie d'Hudson                                                      | Victoire française sur l'Angleterre                                                                          |

## XVIIIesiècle
| Bataille                                                                      | Date(s)                     | Lieu                                  | Résumé                                                                                  |
| ----------------------------------------------------------------------------- | --------------------------- | ------------------------------------- | --------------------------------------------------------------------------------------- |
| Grande guerre du Nord (1700-1721)                                             |                             |                                       |                                                                                         |
| Bataille de la baie de Køge (1710)                                            | 4 octobre 1710              | Danemark                              | Bataille indécise entre Danemark et Suède                                               |
| Combat de Hogland                                                             | 22 juillet 1713             | Baltique                              | Victoire suédoise sur la Russie                                                         |
| Bataille de Gangut ou Hangö Oud                                               | 7 août 1714                 | Finlande                              | Victoire russe sur la Suède                                                             |
| Bataille de Fehmarn                                                           | 24 avril 1715               |                                       | Victoire danoise sur la Suède                                                           |
| Bataille de Rügen (1715)                                                      | 8 août 1715                 | Baltique, Allemagne                   | Victoire danoise sur la Suède                                                           |
| Bataille de Dynekilen                                                         | 8 juillet 1716              | Suède occidentale                     | Victoire danoise sur la Suède                                                           |
| Bataille de l'île d'Ösel                                                      | 4 juin 1719                 | Baltique                              | Victoire russe sur la Suède                                                             |
| Bataille des îles d'Aland                                                     | 7 août 1720                 | Finlande                              | Victoire suédoise sur la Russie                                                         |
| Guerre de Succession d'Espagne (1701-1714)                                    |                             |                                       |                                                                                         |
| Bataille de Santa Marta                                                       | 20 avril 1702               | Venezuela                             | Victoire française sur l'Angleterre                                                     |
| Bataille navale de Vigo                                                       | 23 octobre 1702             | Baie de Vigo, Galice                  | Victoire anglo-hollandaise sur la France et l'Espagne                                   |
| Bataille du cap de la Roque                                                   | 22 mai 1703                 | au large du cap de la Roques          | Victoire tactique française sur les Provinces-Unies ; victoire stratégique néerlandaise |
| Combat de Lisbonne                                                            | 22 mars 1704                | au large de Lisbonne                  | Victoire anglaise sur l'Espagne                                                         |
| Bataille navale de Vélez-Málaga ou de Málaga                                  | 24 août 1704                | Espagne                               | Victoire française sur l'Angleterre et les Provinces-Unies                              |
| Bataille de Marbella                                                          | 10 mars 1705                | Espagne                               | Victoire anglaise sur la France                                                         |
| Combat de Sainte-Hélène                                                       | 10 juin 1706                | au large de Sainte-Hélène, Atlantique | Victoire française sur l'Angleterre                                                     |
| Bataille du cap Béveziers (1707)                                              | 2 mai 1707                  | au large du Beachy Head               | Victoire française sur l'Angleterre                                                     |
| Bataille du cap Lizard                                                        | 21 octobre 1707             |                                       | Victoire française sur la Grande-Bretagne                                               |
| Bataille de Baru                                                              | 8-9 juin 1708               | Colombie                              | Victoire britannique sur la France et l'Espagne                                         |
| Bataille de Syracuse                                                          | 9 novembre 1710             | Syracuse, Sicile                      | Victoire française sur la Grande-Bretagne                                               |
| Guerre turco-vénitienne (1714-1718)                                           |                             |                                       |                                                                                         |
| Bataille de Corfou                                                            | 8 juillet 1716              | au large de Corfou                    | Bataille indécise entre Venise et l'empire ottoman                                      |
| Première bataille de Lemnos                                                   | 12 juillet 1717             | au large de Lemnos                    | Bataille indécise entre Venise et l'empire ottoman                                      |
| Seconde bataille de Lemnos                                                    | 16 juillet 1717             | au large de Lemnos                    | Bataille indécise entre Venise et l'empire ottoman                                      |
| Bataille de Matapan (1717)                                                    | 19 juillet 1717             | Golfe de Laconie                      | Victoire luso-vénéto-maltaise sur les Turcs                                             |
| Bataille de Matapan (1718)                                                    | 20-22 juillet 1718          | Golfe de Laconie                      | Victoire vénitienne sur les Turcs                                                       |
| Guerre de la Quadruple-Alliance (1718-1720)                                   |                             |                                       |                                                                                         |
| Bataille du cap Passero                                                       | 11 août 1718                | au large de la Sicile                 | Victoire britannique sur l'Espagne                                                      |
| Combat du cap Saint-Vincent                                                   | 21 décembre 1719            | Cap Saint-Vincent                     | Victoire espagnole sur la Grande-Bretagne                                               |
| Guerre de l'oreille de Jenkins et guerre de Succession d'Autriche (1739-1748) |                             |                                       |                                                                                         |
| Siège de Carthagène des Indes                                                 | mars - mai 1741             | Colombie                              | Victoire espagnole sur la Grande-Bretagne                                               |
| Bataille du cap Sicié                                                         | 22 février 1744             | Toulon                                | Petite victoire franco-espagnole sur les Britanniques                                   |
| Bataille de Négapatam (1746)                                                  | 6 juillet 1746              | Inde                                  | Victoire française sur la Grande-Bretagne                                               |
| Première bataille du cap Finisterre                                           | 14 mai 1747                 | Golfe de Biscaye                      | Victoire britannique sur la France                                                      |
| Combats du "Glorioso"                                                         | 25 juillet 1747             | Atlantique                            | Victoire espagnole sur la Grande-Bretagne                                               |
| Deuxième bataille du cap Finisterre                                           | 25 octobre 1747             | Golfe de Biscaye                      | Victoire britannique sur la France                                                      |
| Bataille de La Havane (1748)                                                  | 1er octobre 1748            | Cuba                                  | Victoire britannique sur l'Espagne                                                      |
| Guerre de Sept Ans (1756-1763)                                                |                             |                                       |                                                                                         |
| Bataille de Minorque ou de Port Mahon                                         | 20 mai 1756                 | Minorque                              | Victoire française sur la Grande-Bretagne                                               |
| Bataille de Carthagène (1758)                                                 | 28 février 1758             | au large de Carthagène, Espagne       | Victoire britannique sur la France                                                      |
| Bataille de Cuddalore ou de Gondelour                                         | 29 avril 1758               | Golfe du Bengale                      | Bataille indécise entre la France et la Grande-Bretagne                                 |
| Bataille de Négapatam (1758) ou de Karikal                                    | 3 août 1758                 | Inde                                  | Bataille indécise entre la France et la Grande-Bretagne                                 |
| Bataille de Pondichéry ou de Porto-Novo                                       | 10 septembre 1758           | Inde                                  | Bataille indécise entre la France et la Grande-Bretagne                                 |
| Bataille de Lagos (1759)                                                      | 17 août 1759                | cap Lagos, Portugal                   | Victoire britannique sur la France                                                      |
| Bataille de Neuwarp                                                           | 10 septembre 1759           | lagune de Stettin, sur l'Oder         | Victoire suédoise sur la Prusse                                                         |
| Bataille des Cardinaux                                                        | 20 novembre 1759            | Baie de Quiberon                      | Victoire britannique sur la France                                                      |
| Bataille de la Ristigouche                                                    | 8 juillet 1760              | Gaspésie, Québec                      | Victoire britannique sur la France                                                      |
| Bataille de Manille (1762)                                                    | 24 septembre-6 octobre 1762 | Philippines                           | Victoire britannique sur l'Espagne                                                      |
| Guerre russo-turque de 1768-1774                                              |                             |                                       |                                                                                         |
| Bataille de Tchesmé                                                           | 6 juillet 1770              | Turquie                               | Victoire russe sur l'empire ottoman                                                     |
| Bataille de Patras (1772)                                                     | 28 octobre 1772             | Grèce                                 | Victoire russe sur l'empire ottoman                                                     |
| Révolte des Tây-son (1771-1802)                                               |                             |                                       |                                                                                         |
| Bataille de Rạch Gầm-Xoài Mút                                                 | 20 janvier 1785             | Viêt Nam                              | Victoire Tây-son sur le Siam                                                            |
| Guerre d'indépendance américaine (1775-1783)                                  |                             |                                       |                                                                                         |
| Bataille de Machias ou de la Margaretta                                       | 11-12 juin 1775             | Machias, États-Unis                   | Victoire américaine sur la Grande-Bretagne                                              |
| Bataille de l'île Valcour                                                     | 12-13 octobre 1776          | lac Champlain, États-Unis             | Victoire britannique sur l'Amérique                                                     |
| Bataille de la Frederica                                                      | 19 avril 1778               | Géorgie, États-Unis                   | Victoire américaine sur la Grande-Bretagne                                              |
| Première bataille d'Ouessant                                                  | 27 juillet 1778             | Mer d'Iroise                          | Victoire française sur la Grande-Bretagne                                               |
| Bataille de la Dominique                                                      | 6 septembre 1778            | Dominique (Antilles)                  | Victoire française sur la Grande-Bretagne                                               |
| Bataille de la Grenade                                                        | 6 juillet 1779              | Antilles                              | Victoire française sur la Grande-Bretagne                                               |
| Bataille de Flamborough Head                                                  | 23 septembre 1779           | Manche                                | Victoire américano-française sur la Grande-Bretagne                                     |
| Combat de la Surveillante (1778) et du HMS Québec                             | 6 octobre 1779              | Ouessant                              | Victoire française sur la Grande-Bretagne                                               |
| Première bataille du cap Saint-Vincent (1780)                                 | 16 janvier 1780             | cap Saint-Vincent, Portugal           | Victoire britannique sur l'Espagne                                                      |
| Deuxième bataille du cap Saint-Vincent (1780)                                 | 9 août 1780                 | cap Saint-Vincent, Portugal           | Victoire espagnole sur les Britanniques                                                 |
| Bataille du cap Henry ou première bataille de la Chesapeake                   | 16 mars 1781                | Virginie, États-Unis                  | Bataille indécise entre la France et la Grande-Bretagne                                 |
| Bataille de Porto Praya                                                       | 16 avril 1781               | Cap-Vert                              | Victoire française sur la Grande-Bretagne                                               |
| Bataille de Fort-Royal                                                        | 29 avril 1781               | Martinique                            | Victoire française sur la Grande-Bretagne                                               |
| Bataille navale de Louisbourg                                                 | 21 juillet 1781             | Sydney (Nouvelle-Écosse)              | Victoire française sur la Grande-Bretagne                                               |
| Bataille du Dogger Bank (1781)                                                | 5 août 1781                 | mer du Nord                           | Bataille indécise entre la Grande-Bretagne et les Provinces-Unies                       |
| Bataille de la baie de Chesapeake                                             | 5 septembre 1781            | large de la Virginie                  | Victoire française sur la Grande-Bretagne                                               |
| Deuxième bataille d'Ouessant                                                  | 12 décembre 1781            | Mer d'Iroise                          | Victoire britannique sur la France                                                      |
| Bataille de Saint-Kitts                                                       | 25-26 janvier 1782          | Antilles                              | Victoire française sur la flotte britannique                                            |
| Bataille de Sadras                                                            | 17 février 1782             | Golfe du Bengale                      | Bataille indécise entre les flottes française et britannique                            |
| Bataille de Provédien                                                         | 12 avril 1782               | Golfe du Bengale                      | Bataille indécise entre les flottes française et britannique                            |
| Bataille des Saintes                                                          | 12 avril 1782               | Antilles                              | Victoire britannique sur la France                                                      |
| Bataille du canal de la Mona                                                  | 19 avril 1782               | Canal de la Mona, Antilles            | Victoire britannique sur la France                                                      |
| Bataille de Négapatam (1782)                                                  | 6 juillet 1782              | Golfe du Bengale                      | Bataille indécise entre les flottes française et britannique                            |
| Bataille de Trinquemalay                                                      | 25 août 1782                | Golfe du Bengale                      | Victoire française sur la Grande-Bretagne                                               |
| Bataille du cap Spartel (1782)                                                | 12 octobre 1782             | détroit de Gibraltar                  | Bataille indécise entre les flottes hispano-française et britannique                    |
| Combat de l'Alliance et de la Sybil                                           | 10 mars 1783                | Floride, États-Unis                   | Victoire américaine sur la Grande-Bretagne                                              |
| Bataille de Gondelour                                                         | 20 juin 1783                | Golfe du Bengale                      | Bataille indécise entre les flottes française et britannique                            |
| Guerre russo-turque de 1787-1792                                              |                             |                                       |                                                                                         |
| Bataille de Tendra                                                            | 8-9 septembre 1790          | Mer Noire                             | Victoire russe sur la Turquie                                                           |
| Guerre russo-suédoise de 1788-1790                                            |                             |                                       |                                                                                         |
| Bataille de Hogland                                                           | 17 juillet 1788             | Mer Baltique                          | Bataille indécise entre la Russie et la Suède                                           |
| Bataille d'Öland                                                              | 26 juillet 1789             | Mer Baltique                          | Bataille indécise entre la Russie et la Suède                                           |
| Première bataille de Svensksund (en)                                          | 24 août 1789                | Finlande                              | Victoire russe sur la Suède                                                             |
| Bataille de Reval                                                             | 13 mai 1790                 | Tallinn, Estonie                      | Victoire russe sur la Suède                                                             |
| Bataille de Fredrikshamm                                                      | 15 mai 1790                 | Mer Baltique                          | Victoire suédoise sur la Russie                                                         |
| Bataille de la baie de Vyborg                                                 | 3 juillet 1790              | Finlande                              | Bataille indécise entre la Russie et la Suède                                           |
| 2e Bataille de Svensksund                                                     | 9-10 juillet 1790           | Finlande                              | Victoire suédoise sur la Russie                                                         |
| Guerre de course en Méditerranée au XVIIIe siècle                             |                             |                                       |                                                                                         |
| Bataille au large de Damiette                                                 | 16 août 1732                | Égypte                                | Victoire de l'Ordre de Saint-Jean de Jérusalem sur les Ottomans                         |
| Combat de Céphalonie                                                          | 4 janvier 1749              | Grèce                                 | Victoire tripolitaine sur Venise                                                        |
| Piraterie au XVIIIe siècle                                                    |                             |                                       |                                                                                         |
| Bataille de l'île d'Ocracoke                                                  | 22 novembre 1718            | au large de la Caroline du Nord       | Victoire britannique sur Barbe Noire                                                    |
| Combat d'Anjouan                                                              | 25 juillet 1720             | Comores                               | Victoire du pirate England sur la East India Company                                    |
| Combat de Saint-Denis                                                         | 26 avril 1721               | Saint-Denis, Réunion                  | Victoire des pirates Taylor et La Buse sur un navire portugais                          |

## Révolution et Empire
| Bataille                                                       | Date(s)                  | Lieu                                              | Résumé                                                      |
| -------------------------------------------------------------- | ------------------------ | ------------------------------------------------- | ----------------------------------------------------------- |
| Guerres de la Révolution (1792-1799)                           |                          |                                                   |                                                             |
| Bataille du 13 prairial an II                                  | 1er juin 1794            | au large d'Ouessant                               | Victoire britannique sur la France                          |
| Premier combat de la Rivière Noire                             | 22 octobre 1794          | île Maurice                                       | Victoire française sur la Grande-Bretagne                   |
| Combat du 6 novembre 1794                                      | 6 novembre 1794          | à l'ouest d'Ouessant                              | Victoire française sur la Grande-Bretagne                   |
| Bataille de Gênes ou du cap Noli                               | 14 mars 1795             | cap Noli, près de Gênes                           | Victoire britannique sur la France                          |
| Bataille de Groix                                              | 23 juin 1795             | île de Groix                                      | Victoire britannique sur la France                          |
| Bataille des îles d'Hyères                                     | 13 juillet 1795          | îles d'Hyères                                     | Victoire britannique sur la France                          |
| Naufrage du Droits de l'Homme                                  | 13-16 janvier 1797       | Baie d'Audierne, Bretagne                         | Victoire britannique sur la France                          |
| Bataille du cap Saint-Vincent (1797)                           | 4 février 1797           | cap Saint-Vincent, Portugal                       | Victoire britannique sur l'Espagne                          |
| Bataille de Santa Cruz de Tenerife                             | 22 au 25 août 1797       | Îles Canaries                                     | Victoire espagnole sur la Grande-Bretagne                   |
| Bataille de Camperdown                                         | 11 octobre 1797          | Mer du Nord                                       | Victoire britannique sur la République batave               |
| Combat de Marittimo                                            | 28 juin 1798             | îles Égades                                       | Victoire britannique sur la France                          |
| Combat de la Tranche                                           | 30 juin 1798             | Bretagne                                          | Victoire britannique sur la France                          |
| Combat de l'USS Delaware et du Croyable                        | 7 juillet 1798           | New Jersey                                        | Victoire américaine sur la France                           |
| Bataille d'Aboukir                                             | 1er août 1798            | Baie d'Aboukir, Égypte                            | Victoire britannique sur la France                          |
| Combat de l'île de Batz                                        | 4 août 1798              |                                                   | Victoire britannique sur la France                          |
| Combat du Généreux et du HMS Leander                           | 18 août 1798             | au nord de la Crète                               | Victoire française sur le Royaume-Uni                       |
| Bataille de St George's Caye                                   | 10 septembre 1798        | Belize                                            | Victoire britannique sur l'Espagne                          |
| Bataille de Lough Swilly                                       | 12 octobre 1798          | Irlande, Donegal                                  | Victoire britannique sur la France                          |
| Capture de l'USS Retaliation par le Volontaire et l'Insurgente | 20 novembre 1798         | au large de la Guadeloupe                         | Victoire française sur les États-Unis                       |
| Combat de l'HMS Ambuscade contre la Bayonnaise                 | 14 décembre 1798         | au large du Pertuis d'Antioche                    | Victoire française sur l'Angleterre                         |
| Combat de l'USS Constellation et de l'Insurgente               | 9 février 1799           | au large de Niévès                                | Victoire américaine sur la France                           |
| Guerres du Consulat (1799-1804)                                |                          |                                                   |                                                             |
| Combat de l'USS Constellation et de la Vengeance               | 1er et 2 février 1800    | au large de la Guadeloupe                         | Victoire américaine sur la France                           |
| Bataille du convoi de Malte                                    | 18 février 1800          | Malte                                             | Victoire britannique sur la France                          |
| Combat au large de la Guyane                                   | 13 mars 1800             | au large de Cayenne                               | Victoire française sur le Portugal                          |
| Combat de Malte du 30 mars 1800                                | 30 mars 1800             | Malte                                             | Victoire britannique sur la France                          |
| Combat de Malte du 24 août 1800                                | 24 août 1800             | Malte                                             | Victoire britannique sur la France                          |
| Combat de la Confiance et du Kent                              | 7 octobre 1800           | Océan Indien                                      | Victoire française sur le Royaume-Uni                       |
| Combat de l'USS Boston et du Berceau                           | 12 octobre 1800          | au large de Cayenne                               | Victoire américaine sur la France                           |
| Bataille de Copenhague                                         | 2 avril 1801             | Danemark                                          | Victoire britannique sur le Danemark                        |
| Combat du Speedy et du Gamo                                    | 6 mai 1801               | au large de Barcelone                             | Victoire britannique sur les Espagnols                      |
| 1re Bataille d'Algésiras                                       | 6 juillet 1801           | Algésiras, Andalousie                             | Victoire franco-espagnole sur les Britanniques              |
| Bataille d'Algésiras (1801)                                    | 12 juillet 1801          | Algésiras, Andalousie                             | Victoire britannique sur les Franco-Espagnols               |
| Raids sur Boulogne                                             | 4 - 15/16 août 1801      | Boulogne, France                                  | Victoire française sur les Britanniques                     |
| Combat du cap Gris-Nez                                         | 27-29 septembre 1803     | cap Gris-Nez                                      | Victoire française sur les Britanniques                     |
| Combat de Houat                                                | 5 mai 1804               | Ile de Houat, France                              | Victoire française sur les Britanniques                     |
| Combat de Heyst                                                | 16 mai 1804              | Heist-Aan-Zee, Belgique                           | Victoire française sur les Britanniques                     |
| Bataille de Poulo Aura                                         | 15 février 1804          | détroit de Malacca                                | Victoire britannique sur la France                          |
| Guerres napoléoniennes (1804-1815)                             |                          |                                                   |                                                             |
| Combat de Bruneval                                             | 10 juin 1805             | Manche                                            | Victoire française sur les Britanniques                     |
| Combat de Vizagapatam                                          | 18 septembre 1804        | Golfe du Bengale                                  | Victoire française sur les Britanniques                     |
| Bataille du cap Santa Maria                                    | 5 octobre 1804           | cap Santa Maria, Portugal                         | Victoire britannique sur l'Espagne                          |
| Bataille du rocher du Diamant                                  | 31 mai - 2 juin 1805     | Rocher du Diamant, Martinique                     | Victoire française sur les Britanniques                     |
| Combat de Granville                                            | 16 juillet 1805          | Îles Chausey                                      | Victoire française sur les Britanniques                     |
| Combat de Gravelines                                           | 17 juillet 1805          | Pas de Calais, France                             | Victoire française sur les Britanniques                     |
| Combat de Boulogne                                             | 18 juillet 1805          | Pas de Calais, France                             | Victoire française sur les Britanniques                     |
| Bataille du Cap Finisterre ou des Quinze-Vingt                 | 22 juillet 1805          | Galice, Espagne                                   | Victoire britannique sur les Franco-Espagnols               |
| Bataille de Fécamp                                             | 23 juillet 1805          | Manche                                            | Victoire française sur les Britanniques                     |
| Bataille de Trafalgar                                          | 21 octobre 1805          | au large du cap de Trafalgar, Espagne             | Victoire britannique sur les Franco-Espagnols               |
| Bataille du cap Ortegal                                        | 3 novembre 1805          | au large de la Galice, Espagne                    | Victoire britannique sur la France                          |
| Combat de Tabago                                               | 8-9 novembre 1805        | Antilles                                          | Victoire britannique sur la France                          |
| Combat de l'île de Ré (1805)                                   | 24 décembre 1805         | Île de Ré                                         | Victoire britannique sur la France                          |
| Bataille de San Domingo                                        | 6 février 1806           | Saint-Domingue, République dominicaine            | Victoire britannique sur la France                          |
| Bataille du Cap-Vert                                           | 13 mars 1806             | Cap-Vert                                          | Victoire britannique sur la France                          |
| Combat de Gibraltar                                            | 15 août 1806             | Espagne                                           | Victoire américaine sur l'Espagne                           |
| Bataille de Lemnos (1807)                                      | 30 juin-1er juillet 1807 | Mer Égée                                          | Victoire russe sur la Turquie                               |
| Seconde bataille de Copenhague                                 | 2 au 5 septembre 1807    | Danemark                                          | Victoire britannique sur le Danemark                        |
| Bataille de Zealand Point                                      | 22 mars 1808             | Île de Sejerø, Danemark                           | Victoire britannique sur le Danemark                        |
| Combat de l'île de Nargen                                      | 11 juillet 1808          | Naissaar, Baltique                                | Victoire britannique sur la Russie                          |
| Combat de l'île de Little Rogge                                | août 1808                | Baltique                                          | Victoire britannique sur la Russie                          |
| Bataille des Sables-d'Olonne                                   | 23 février 1809          | Vendée                                            | Victoire britannique sur la France                          |
| Bataille de l'île d'Aix                                        | 6-11 avril 1809          | Entre l'île d'Oléron et l'estuaire de la Charente | Victoire britannique sur la France                          |
| Combat de l'île de Ré (1810)                                   | 3 mai 1810               | Île de Ré                                         | Victoire britannique sur la France                          |
| Bataille de Grand Port                                         | 24 au 25 août 1810       | Île Maurice                                       | Victoire française sur le Royaume-Uni                       |
| Bataille de Lissa (1811)                                       | 13 mars 1811             | Adriatique                                        | Victoire britannique sur les Franco-Vénitiens               |
| Bataille d'Anholt                                              | 27 mars 1811             | Île d'Anholt                                      | Victoire britannique sur le Danemark                        |
| Combat du golfe de Sagone                                      | 30 avril 1811            | Corse                                             | Victoire britannique sur la France                          |
| Combat de Pelagosa                                             | 29 novembre 1811         | Adriatique                                        | Victoire britannique sur la France                          |
| Combat de la rade des Basques                                  | 10 mai 1812              |                                                   | Combat indécis entre les flottes françaises et britanniques |
| Combat de Lyngor                                               | 12 juillet 1812          | sud-est de la Norvège                             | Victoire britannique sur le Danemark                        |
| Combat de Büsum                                                | 3 septembre 1813         | Allemagne, mer du Nord                            | Victoire danoise sur le Royaume-Uni                         |
| Combat de Naples                                               | 30 avril 1815            | Italie                                            | Victoire britannique sur la France                          |

## XIXesiècle
| Bataille                                                                                         | Date(s)                     | Lieu                                             | Résumé                                                                            |
| ------------------------------------------------------------------------------------------------ | --------------------------- | ------------------------------------------------ | --------------------------------------------------------------------------------- |
| Guerre de Tripoli (1801-1805)                                                                    |                             |                                                  |                                                                                   |
| Premier combat naval de Tripoli                                                                  | 1er août 1801               | Libye                                            | Victoire américaine sur Tripoli                                                   |
| Second combat naval de Tripoli                                                                   | 27 avril - 22 juin 1803     | Libye                                            | Victoire américaine sur Tripoli                                                   |
| Guerre d'indépendance du Venezuela et de Colombie (1811-1823)                                    |                             |                                                  |                                                                                   |
| Bataille de Sorondo                                                                              | 26 mars 1812                | Orénoque, Venezuela                              | Victoire espagnole sur le Venezuela                                               |
| Combat de Tolú                                                                                   | 6 juillet 1815              | large de Tolú, Colombie                          | Victoire colombienne sur l'Espagne                                                |
| Bataille de Los Frailes                                                                          | 2 mai 1816                  | au large de l'archipel de Los Frailes, Venezuela | Victoire vénézuélienne sur l'Espagne                                              |
| Bataille de Cabriàn                                                                              | 3 août 1817                 | Venezuela                                        | Victoire vénézuélienne sur l'Espagne                                              |
| Bataille du lac Maracaibo                                                                        | 24 juillet 1823             | Venezuela                                        | Victoire de la Grande Colombie sur l'Espagne                                      |
| Guerre d'indépendance d'Argentine et d'Uruguay                                                   |                             |                                                  |                                                                                   |
| Combat de San Nicolás                                                                            | 25 février 1811             | fleuve Parana, Argentine                         | Victoire espagnole sur l'Argentine                                                |
| Bataille du port del Buceo                                                                       | 14-17 mai 1814              | Rio de la Plata                                  | Victoire argentine sur l'Espagne                                                  |
| Guerre d'indépendance du Chili                                                                   |                             |                                                  |                                                                                   |
| Combat de Valparaiso                                                                             | 27 avril 1818               | Valparaiso, Chili                                | Victoire espagnole sur le Chili                                                   |
| Combat de Talcahuano                                                                             | 28 octobre 1819             | Talcahuano, Chili                                | Victoire chilienne sur l'Espagne                                                  |
| Guerre anglo-américaine de 1812-1815                                                             |                             |                                                  |                                                                                   |
| Combat de l'USS United States et du HMS Macedonian                                               | 25 octobre 1812             | 500 milles (804,7 km) au sud des Açores          | Victoire américaine sur le Royaume-Uni                                            |
| Combat de la Shannon et de la Chesapeake                                                         | 1er juin 1813               | au large de Boston                               | Victoire britannique sur les États-Unis                                           |
| Bataille du lac Érié                                                                             | 10 septembre 1813           | Lac Érié, États-Unis                             | Victoire américaine sur le Royaume-Uni                                            |
| Bataille du lac Champlain                                                                        | 11 septembre 1814           | Lac Champlain, États-Unis                        | Victoire américaine sur le Royaume-Uni                                            |
| Bataille du lac Borgne                                                                           | 14 décembre 1814            | Lac Borgne, États-Unis                           | Victoire britannique sur les États-Unis                                           |
| Seconde guerre barbaresque (1815)                                                                |                             |                                                  |                                                                                   |
| Bataille du cap Gata                                                                             | 17 juin 1815                | au large de l'Espagne                            | Victoire américaine sur Alger                                                     |
| Bataille du cap Palos                                                                            | 19 juin 1815                | Méditerranée                                     | Victoire américaine sur Alger                                                     |
| Expédition d'Alger (1816)                                                                        |                             |                                                  |                                                                                   |
| Bombardement d'Alger (1816)                                                                      | 27 août 1816                | Algérie                                          | Victoire anglo-hollandaise sur Alger                                              |
| Guerre d'indépendance du Brésil (1822-1823)                                                      |                             |                                                  |                                                                                   |
| Combat du rio Cotegipe                                                                           | 8 décembre 1822             | Brésil                                           | Victoire brésilienne sur le Portugal                                              |
| Guerre d'indépendance grecque (1821-1830)                                                        |                             |                                                  |                                                                                   |
| Bataille de Chios (1822)                                                                         | 18 au 19 juin 1822          | Grèce                                            | Destruction du navire-amiral ottoman                                              |
| Bataille de Sphactérie (1825)                                                                    | 8 mai 1825                  | Baie de Navarin, Grèce                           | Victoire égyptienne sur la Grèce                                                  |
| Bataille de la baie de La Sude                                                                   | 14 au 15 juin 1825          | Baie de La Sude, Grèce                           | Victoire mineure grecque sur les Turco-Égyptiens                                  |
| Bataille de Navarin                                                                              | 20 octobre 1827             | Baie de Navarin, Grèce                           | Victoire décisive russo-franco-britannique sur les Turco-Égyptiens                |
| Guerre de Cisplatine (1825-1828)                                                                 |                             |                                                  |                                                                                   |
| Combat de los Pozos                                                                              | 11 juin 1826                | près de Buenos Aires                             | Victoire argentine sur le Brésil                                                  |
| Combat de Lara-Quilmes                                                                           | 30 juillet 1826             | Argentine                                        | Victoire argentine sur le Brésil                                                  |
| Combat de Maldonado                                                                              | 30 décembre 1826            | Uruguay                                          | Victoire argentine sur le Brésil                                                  |
| Combat de Juncal                                                                                 | 9 février 1827              | Île Juncal, Uruguay                              | Victoire argentine sur le Brésil                                                  |
| Combat de Carmen de Patagones ou Vila del Carmen                                                 | 7 mars 1827                 | Carmen de Patagones, Argentine                   | Victoire argentine sur le Brésil                                                  |
| Combat de Monte-Santiago                                                                         | 6 avril 1827                | Argentine                                        | Victoire brésilienne sur l'Argentine                                              |
| Combats du lac Mirim                                                                             | 4-5 et 20 janvier 1828      | Brésil, Rio Grande do Sul                        | Victoire argentine sur le Brésil                                                  |
| Combat de Barrega                                                                                | 27 janvier 1828             | Argentine, estuaire de La Plata                  | Victoire brésilienne sur l'Argentine                                              |
| Incidents navals hispano-mexicains (1828)                                                        |                             |                                                  |                                                                                   |
| Bataille de Mariel                                                                               | 10 février 1828             | Cuba                                             | Victoire espagnole sur le Mexique                                                 |
| Guerre Grande Colombie-Pérou (1828-1829)                                                         |                             |                                                  |                                                                                   |
| Combat de Punta Malpelo                                                                          | 31 août 1828                | Océan Pacifique                                  | Victoire péruvienne sur la Grande Colombie                                        |
| Combat de Cruces                                                                                 | 22 novembre 1828            | Guayaquil, Équateur                              | Victoire péruvienne sur la Grande Colombie                                        |
| Guerre russo-turque de 1828-1829                                                                 |                             |                                                  |                                                                                   |
| Combat de Braila                                                                                 | 9 juin 1829                 |                                                  | Victoire russe sur la Turquie                                                     |
| Guerre civile portugaise (1828-1834)                                                             |                             |                                                  |                                                                                   |
| Bataille de Vila da Praia                                                                        | 18 août 1829                | Île Terceira, Açores                             | Victoire des libéraux sur les absolutistes                                        |
| Bataille du cap Saint-Vincent (1833)                                                             | 5 juillet 1833              | cap Saint-Vincent, Portugal                      | Victoire des libéraux sur les absolutistes                                        |
| Expédition du Tage (1831)                                                                        |                             |                                                  |                                                                                   |
| Combat du Tage                                                                                   | 11 juillet 1831             | Tage, Portugal                                   | Victoire française sur le Portugal                                                |
| Guerre de la Confédération péruvio-bolivienne (1835-1839)                                        |                             |                                                  |                                                                                   |
| Combat d'Islay                                                                                   | 12 et 13 janvier 1838       | Océan Pacifique                                  | Combat indécis entre le Pérou et le Chili                                         |
| Combat de Casma                                                                                  | 10 janvier 1839             | Océan Pacifique                                  | victoire chilienne sur le Pérou                                                   |
| Guerre des Farrapos au Brésil (1835-1845)                                                        |                             |                                                  |                                                                                   |
| Combat de Laguna                                                                                 | 22-23 juillet 1839          | Santa Catarina, Brésil                           | Victoire des républicains sur les impériaux                                       |
| Combat d'Imbituba                                                                                | 3 novembre 1839             | Santa Catarina, Brésil                           | Victoire des impériaux sur les républicains                                       |
| Bataille de Laguna                                                                               | 15 novembre 1839            | Santa Catarina, Brésil                           | Victoire des impériaux sur les républicains                                       |
| Guerre des Pâtisseries(1838)                                                                     |                             |                                                  |                                                                                   |
| Bataille de San Juan de Ulúa                                                                     | 27 novembre-5 décembre 1838 | Mexique                                          | Victoire française sur le Mexique                                                 |
| Guerre de Syrie (1839-1840)                                                                      |                             |                                                  |                                                                                   |
| Bombardement d'Acre                                                                              | 3-4 novembre 1840           | Palestine                                        | Victoire anglo-austro-turque sur l'Égypte                                         |
| Guerra Grande ou guerre civile argentino-uruguayenne entre fédéralistes et unitaires (1839-1852) |                             |                                                  |                                                                                   |
| Combat de Costa Brava                                                                            | 15-16 août 1842             | fleuve Parana, Argentine                         | Victoire d'une escadre fédéraliste argentine sur une escadre unitaire uruguayenne |
| Bataille de la Vuelta de Obligado                                                                | 21 novembre 1845            | fleuve Parana, Argentine                         | Victoire franco-britannique sur l'Argentine                                       |
| Insurrection indépendantiste au Yucatan (1841-1843)                                              |                             |                                                  |                                                                                   |
| Bataille de Campêche                                                                             | 16 mai 1843                 | Mexique                                          | Victoire texano-yucatane sur le Mexique                                           |
| Guerre haïtiano-dominicaine (1844-1856)                                                          |                             |                                                  |                                                                                   |
| Bataille de Tortuguero                                                                           | 15 avril 1844               | République dominicaine                           | Victoire dominicaine sur Haïti                                                    |
| Conflit franco-vietnamien (1847)                                                                 |                             |                                                  |                                                                                   |
| Bataille de Tourane                                                                              | 15 avril 1847               | Viêt Nam                                         | Victoire française sur les vietnamiens                                            |
| Première guerre des Duchés (1848-1850)                                                           |                             |                                                  |                                                                                   |
| Combat de Heligoland (1849)                                                                      | 4 juin 1849                 | Mer du Nord, Allemagne                           | Victoire danoise sur le Schleswig-Holstein                                        |
| Conflit franco-marocain (1851)                                                                   |                             |                                                  |                                                                                   |
| Bombardement de Salé (1851)                                                                      | 26 - 27 novembre 1851       | Salé, Maroc                                      | Victoire française sur les Salétins                                               |
| Guerre de Crimée (1853-1855)                                                                     |                             |                                                  |                                                                                   |
| Combat de Pitsounda                                                                              | 9 novembre 1853             | Mer Noire, Géorgie                               | Victoire russe sur les Turcs                                                      |
| Bataille de Sinope                                                                               | 30 novembre 1853            | Mer Noire                                        | Victoire russe sur les Turcs                                                      |
| Bataille de Kinbourn                                                                             | 17 octobre 1855             | Ukraine                                          | Victoire franco-britannique sur la Russie                                         |
| Les guerres de William Walker                                                                    |                             |                                                  |                                                                                   |
| Bataille de San Juan del Sur                                                                     | 23 novembre 1856            | Nicaragua                                        | Victoire des flibustiers américains sur le Costa Rica                             |
| Seconde guerre de l'opium (1856-1860)                                                            |                             |                                                  |                                                                                   |
| Bataille de Fatshan Creek                                                                        | 1er juin 1857               | 70 kilomètres au sud de Canton, Chine            | Victoire du Royaume-Uni sur la Chine                                              |
| Bataille des forts du Peiho                                                                      | 29 juin 1859                | sur le Peiho, Chine                              | Victoire chinoise sur le Royaume-Uni                                              |
| Guerre de Sécession (1861-1865)                                                                  |                             |                                                  |                                                                                   |
| Bataille de Sewell's Point                                                                       | 18-19 mai 1861              | Norfolk, Virginie                                | Combat indécis                                                                    |
| Bataille d'Aquia Creek                                                                           | 28 mai - 1er juin 1861      | Comté de Stafford, Virginie                      | Combat indécis                                                                    |
| Combat de Head of Passes                                                                         | 12 octobre 1861             | sur le Mississippi                               | Victoire sudiste                                                                  |
| Bataille de Port Royal                                                                           | 7 novembre 1861             | Détroit de Port-Royal, Caroline du Sud           | Victoire nordiste                                                                 |
| Bataille de Cockpit Point                                                                        | 13 janvier 1862             | Comté Prince William, Virginie                   | Combat indécis                                                                    |
| Bataille d'Elizabeth City                                                                        | 10 février                  | Elizabeth City (Caroline du Nord)                | Victoire nordiste                                                                 |
| Bataille d'Island Number Ten                                                                     | 28 février - 8 avril 1862   | New Madrid, Missouri                             | Victoire nordiste                                                                 |
| Combat de Hampton Roads                                                                          | 8-9 mars 1862               | Sewell's Point, Virginie                         | Combat indécis entre les cuirassés CSS Merrimack et USS Monitor                   |
| Bataille de Forts Jackson et Saint Philip                                                        | 16 - 28 avril 1862          | Plaquemines Parrish, Louisiane                   | Victoire nordiste                                                                 |
| Combat de Plum Run Bend ou de Fort Pillow                                                        | 10 mai 1862                 | sur le Mississippi                               | Victoire sudiste                                                                  |
| Bataille de Drewry's Bluff                                                                       | 15 mai 1862                 | Comté de Cherfield                               | Victoire sudiste                                                                  |
| Première bataille de Memphis (1862)                                                              | 6 juin 1862                 | Comté de Shelby, Tennessee                       | Victoire nordiste                                                                 |
| Bataille de Saint Charles                                                                        | 17 juin 1862                | White River, Arkansas                            | Victoire nordiste                                                                 |
| Bataille de Tampa                                                                                | 30 juin - 1er juillet 1862  | Tampa, Floride                                   | Combat indécis                                                                    |
| Combat de Vicksburg                                                                              | 17 juillet 1862             | sur le Mississippi                               | échec nordiste                                                                    |
| Bataille de Fort Hindman                                                                         | 9-11 janvier 1863           | Arkansas                                         | Victoire nordiste                                                                 |
| Combat de Charleston (1863)                                                                      | 30 janvier 1863             | Caroline du Sud                                  | Victoire sudiste sans lendemain                                                   |
| Bataille de Portland Harbor                                                                      | 27 juin 1863                | Portland, Maine                                  | Victoire sudiste                                                                  |
| Seconde bataille de Sabine Pass                                                                  | 8 septembre 1863            | Texas                                            | Victoire sudiste                                                                  |
| Combat de Charleston (1864)                                                                      | 17 février 1864             | Caroline du Sud                                  | Victoire sudiste Hunley/Housatonic                                                |
| Bataille de Plymouth (1864)                                                                      | 19 avril 1864               | sur la Roanoke                                   | Victoire sudiste                                                                  |
| Bataille du détroit d'Albemarle                                                                  | 5 mai 1864                  | large des côtes de Caroline du Nord              | combat indécis                                                                    |
| Combat naval à Cherbourg                                                                         | 19 juin 1864                | Manche                                           | Victoire nordiste de l'USS Kearsage sur le CSS Alabama                            |
| Bataille de la baie de Mobile                                                                    | 5 août 1864                 | Mobile, Alabama                                  | Victoire nordiste                                                                 |
| Torpillage de l'Albemarle                                                                        | 27 septembre 1864           |                                                  | Victoire nordiste                                                                 |
| Interventions militaires occidentales contre le Japon (1863-1865)                                |                             |                                                  |                                                                                   |
| Bataille de Shimonoseki                                                                          | 16 juillet 1863             | détroit de Shimonoseki, Japon                    | Victoire américaine sur le clan Choshu                                            |
| Bombardement de Kagoshima                                                                        | 15-17 août 1863             | Kagoshima, Japon                                 | Victoire britannique sur le clan Satsuma                                          |
| Deuxième guerre des Duchés (1864)                                                                |                             |                                                  |                                                                                   |
| Combat d'Eckenforde                                                                              | 1er février 1864            | Allemagne                                        | Victoire prussienne sur le Danemark                                               |
| Combat de Rügen ou Jasmund                                                                       | 17 mars 1864                | Baltique, Allemagne                              | Victoire danoise sur la Prusse                                                    |
| Bataille de Heligoland (1864)                                                                    | 9 mai 1864                  | Mer du Nord, Allemagne                           | Victoire danoise sur la flotte austro-prussienne                                  |
| Guerre civile uruguayenne: rébellion du général Venancio Flores (1864)                           |                             |                                                  |                                                                                   |
| Combat de Paysandu                                                                               | 7 septembre 1864            | Paysandú, Uruguay                                | Victoire brésilienne sur l'Uruguay                                                |
| Guerre de la Triple-Alliance (1864-1870)                                                         |                             |                                                  |                                                                                   |
| Bataille de Riachuelo                                                                            | 11 juin 1865                | rio Parana et Paraguay                           | Victoire brésilienne sur le Paraguay                                              |
| Guerre hispano-sud-américaine (1864-1866)                                                        |                             |                                                  |                                                                                   |
| Combat de Papudo                                                                                 | 26 novembre 1865            | au large de Valparaiso, Chili                    | Victoire chilienne sur l'Espagne                                                  |
| Combat d'Abtao                                                                                   | 7 février 1866              | au large des îles Chiloé                         | combat indécis entre l'Espagne et la flotte péruviano-chilienne                   |
| Bataille de Callao                                                                               | 2 mai 1866                  | Pérou                                            | bataille indécise entre l'Espagne et le Pérou                                     |
| Guerre civile équatorienne : rébellion libérale contre le gouvernement de Garcia Moreno (1865)   |                             |                                                  |                                                                                   |
| Combat de Jambelli (1865)                                                                        | 25 juin 1865                | Équateur                                         | Victoire gouvernementale sur les libéraux                                         |
| Troisième guerre d'Indépendance italienne (1866)                                                 |                             |                                                  |                                                                                   |
| Bataille de Lissa                                                                                | 20 juillet 1866             | Adriatique                                       | Victoire autrichienne sur l'Italie                                                |
| Guerre de Crète (1867)                                                                           |                             |                                                  |                                                                                   |
| Combat de L'Arcadion et de l'Izzedin                                                             | 19 août 1867                | Au sud de la Crète                               | Victoire turque sur la Grèce                                                      |
| Guerre civile japonaise de 1868-1869 ou guerre de Boshin                                         |                             |                                                  |                                                                                   |
| Bataille d'Awa                                                                                   | 28 janvier 1868             | Baie d'Awa, Japon                                | Victoire shogunale sur les impériaux                                              |
| Bataille de la baie de Miyako                                                                    | mars 1869                   | Baie de Miyako, Japon                            | Victoire impériale sur le shogunat                                                |
| Bataille de Hakodate                                                                             | 4 au 10 mai 1869            | Baie d'Hakodate, Japon                           | Victoire impériale sur la république indépendante d'Ezo                           |
| Guerre franco-allemande de 1870                                                                  |                             |                                                  |                                                                                   |
| Combat du Bouvet et du Meteor                                                                    | 9 novembre 1870             | Au large de La Havane, Cuba                      | Combat indécis entre deux canonnières (française et allemande)                    |
| Révolution cantonale                                                                             |                             |                                                  |                                                                                   |
| Bataille de Carthagène (1873)                                                                    | 11 octobre 1873             | Carthagène, Espagne                              |                                                                                   |
| Guerre entre le royaume du Buganda et le Buvuma (1875)                                           |                             |                                                  |                                                                                   |
| Batailles du lac Victoria                                                                        | 27 août - 13 octobre 1875   | lac Victoria, Afrique de l'Est                   | Victoire du Buganda sur le Buvuma                                                 |
| Rébellion de Piérola au Pérou (1877)                                                             |                             |                                                  |                                                                                   |
| Combat de Punta Pichalo                                                                          | 28 mai 1877                 | Pérou                                            | Combat indécis entre un cuirassé rebelle et une frégate blindée gouvernementale   |
| Combat de Pacocha                                                                                | 29 mai 1877                 | Pérou                                            | Combat indécis entre un cuirassé rebelle et deux bâtiments britanniques           |
| Guerre russo-turque de 1877-1878                                                                 |                             |                                                  |                                                                                   |
| Combat de l'Athar-Shefket et de la Vesta                                                         | 23 juillet 1877             |                                                  | Combat indécis entre la Turquie et la Russie                                      |
| 2e Guerre du Pacifique (1879-1884)                                                               |                             |                                                  |                                                                                   |
| Combat de Chipana                                                                                | 12 avril 1879               | Chili                                            | Combat indécis entre le Pérou et le Chili                                         |
| Premier combat d'Iquique                                                                         | 21 mai 1879                 | Chili                                            | Victoire péruvienne sur le Chili                                                  |
| Combat de Punta Gruesa                                                                           | 21 mai 1879                 | Chili                                            | Victoire chilienne sur le Pérou                                                   |
| Premier combat d'Antofagasta                                                                     | 26 mai 1879                 | Antofagasta (Chili)                              | Combat indécis entre le Chili et le Pérou                                         |
| Deuxième combat d'Iquique                                                                        | 10 juillet 1879             | Chili                                            | Combat indécis entre le Chili et le Pérou                                         |
| Capture du Rimac                                                                                 | 23 juillet 1879             | Antofagasta (Chili)                              | Victoire péruvienne sur le Chili                                                  |
| Deuxième combat d'Antofagasta                                                                    | 28 août 1879                | Antofagasta (Chili)                              | Victoire péruvienne sur le Chili                                                  |
| Bataille d'Angamos                                                                               | 8 octobre 1879              | Chili                                            | Victoire chilienne sur le Pérou                                                   |
| Combat d'Arica                                                                                   | 27 février 1880             | Arica, Chili                                     | Combat indécis entre le Chili et le Pérou                                         |
| Guerre franco-chinoise (1881-1885)                                                               |                             |                                                  |                                                                                   |
| Bataille de Fuzhou ou Fou-Tchéou                                                                 | 23 août 1884                | Chine                                            | Victoire française sur la Chine                                                   |
| Combat de Shipu                                                                                  | 14 février 1885             | Chine                                            | Victoire française sur la Chine                                                   |
| Guerre civile équatorienne : révolution de « los Chapulos » (1884)                               |                             |                                                  |                                                                                   |
| Bataille de Jaramillo                                                                            | 5 décembre 1884             | Équateur                                         | Victoire gouvernementale sur les libéraux                                         |
| Guerre civile chilienne de 1891                                                                  |                             |                                                  |                                                                                   |
| Combat de Calderilla                                                                             | 23 avril 1891               | Chili                                            | Victoire gouvernementale sur le Congrès                                           |
| Révolution radicale argentine (1893)                                                             |                             |                                                  |                                                                                   |
| Combat del Espinillo                                                                             | 24 septembre 1893           | Argentine                                        | Victoire gouvernementale sur les rebelles radicaux                                |
| Guerre sino-japonaise (1894-1895)                                                                |                             |                                                  |                                                                                   |
| Bataille de Pungdo                                                                               | 25 juillet 1894             | Corée                                            | Victoire japonaise sur la Chine                                                   |
| Bataille de Weihaiwei                                                                            | 10 août 1894                | Chine                                            | Victoire japonaise sur la Chine                                                   |
| Bataille du fleuve Yalou                                                                         | 17 septembre 1894           | Corée                                            | Victoire japonaise sur la Chine                                                   |
| Guerre anglo-zanzibarite (1896)                                                                  |                             |                                                  |                                                                                   |
| Bombardement de Zanzibar                                                                         | 27 août 1896                | Zanzibar, Tanzanie                               | Victoire britannique sur Zanzibar                                                 |
| Guerre hispano-américaine (1898)                                                                 |                             |                                                  |                                                                                   |
| Bataille de la baie de Manille ou de Cavite                                                      | 1er mai 1898                | Baie de Manille, Philippines                     | Victoire américaine sur l'Espagne                                                 |
| Combat de Cienfuegos                                                                             | 11 mai 1898                 | Cuba                                             | Combat indécis entre l'Espagne et les États-Unis                                  |
| Combat de la baie de Cardenas                                                                    | 11 mai 1898                 | Cuba                                             | Victoire espagnole sur les États-Unis                                             |
| Bombardement de San Juan de Porto-Rico                                                           | 12 mai 1898                 | Porto Rico                                       | Victoire espagnole sur les États-Unis                                             |
| Combat du Terra et du St Paul                                                                    | 22 juin 1898                | Porto Rico                                       | Victoire américaine sur l'Espagne                                                 |
| Bataille de Manzanillo                                                                           | 30 juin 1898                | Cuba                                             | Victoire espagnole sur les États-Unis                                             |
| Bataille de Santiago de Cuba                                                                     | 3 juillet 1898              | Cuba                                             | Victoire américaine sur l'Espagne                                                 |
| Guerre des Mille Jours en Colombie (1899-1902)                                                   |                             |                                                  |                                                                                   |
| Combat de los Obispos                                                                            | 24 octobre 1899             | río Magdalena, Colombie                          | Victoire gouvernementale sur les rebelles libéraux                                |

## XXesiècle
| Bataille                                                   | Date(s)                        | Lieu                                            | Résumé                                                                                 |
| ---------------------------------------------------------- | ------------------------------ | ----------------------------------------------- | -------------------------------------------------------------------------------------- |
| Guerre russo-japonaise (1904-1905)                         |                                |                                                 |                                                                                        |
| Bataille de Port-Arthur                                    | 8 février 1904                 | Chine                                           | Victoire japonaise sur la Russie                                                       |
| Bataille de Chemulpo                                       | 9 février 1904                 | large d'Incheon, Corée                          | Victoire japonaise sur la Russie                                                       |
| Bataille de la mer Jaune                                   | 10 août 1904                   | Péninsule de Shandong, Chine                    | Victoire japonaise sur la Russie                                                       |
| Bataille d'Ulsan                                           | 14 août 1904                   | Mer du Japon, large de la Corée                 | Victoire japonaise sur la Russie                                                       |
| Bataille de Tsushima                                       | 27 mai 1905                    | détroit de Tsushima                             | Victoire japonaise sur la Russie                                                       |
| Révolution mexicaine (1910-1920)                           |                                |                                                 |                                                                                        |
| Combat de Topolobampo                                      | 14 avril 1914                  | Sinaloa, Mexique                                | Victoire constitutionnaliste sur les huertistes                                        |
| Guerre péruano-colombienne (1911)                          |                                |                                                 |                                                                                        |
| Bataille de la Pedrera                                     | 12 juillet 1911                | rio Putumayo                                    | Victoire péruvienne sur la Colombie                                                    |
| Guerre italo-turque (1911-1912)                            |                                |                                                 |                                                                                        |
| Combat de Prévéza                                          | 29 septembre 1911              | golfe Ambracique, Grèce                         | Victoire italienne sur la Turquie                                                      |
| Combat d'Igoumenista                                       | 30 septembre 1911              | Grèce                                           | Victoire italienne sur la Turquie                                                      |
| Bataille de Kunfuda                                        | 7-8 janvier 1912               | Mer Rouge                                       | Victoire italienne sur la Turquie                                                      |
| Combat de Beyrouth                                         | 24 février 1912                | Liban                                           | Victoire italienne sur la Turquie                                                      |
| Première guerre balkanique (1912-1913)                     |                                |                                                 |                                                                                        |
| Bataille de Kaliakra                                       | 21 novembre 1912               | Mer Noire                                       | Victoire bulgare sur la Turquie                                                        |
| Bataille d'Elli                                            | 16 décembre 1912               | Mer Égée                                        | Victoire grecque sur la Turquie                                                        |
| Bataille de Lemnos                                         | 18 janvier 1913                | Mer Égée                                        | Victoire grecque sur la Turquie                                                        |
| Première Guerre mondiale (1914-1918)                       |                                |                                                 |                                                                                        |
| Combat d'Antivari                                          | 16 août 1914                   | Mer Adriatique                                  | Victoire française sur l'Autriche-Hongrie                                              |
| Combat de l'île d'Odensholm                                | 26 août 1914                   | golfe de Finlande                               | Victoire russe sur l'Allemagne                                                         |
| Bataille de Heligoland (1914)                              | 28 août 1914                   | Mer du Nord, Allemagne                          | Victoire britannique sur l'Allemagne                                                   |
| Combat de Penang                                           | 28 octobre 1914                | détroit de Malacca                              | Victoire allemande sur la France et la Russie                                          |
| Bataille de Coronel                                        | 1er novembre 1914              | au large du Chili                               | Victoire allemande sur le Royaume-Uni                                                  |
| Combat des îles Cocos                                      | 9 novembre 1914                | Océan Indien                                    | Victoire australienne sur l'Allemagne                                                  |
| Bataille du cap Sarytch                                    | 18 novembre 1914               | Mer Noire                                       | Victoire russe sur l'Allemagne                                                         |
| Bataille des Falklands                                     | 8 décembre 1914                | Atlantique Sud                                  | Victoire britannique sur l'Allemagne                                                   |
| Bataille du Dogger Bank                                    | 24 janvier 1915                | Mer du Nord                                     | Victoire britannique sur l'Allemagne                                                   |
| Bataille de l'île de Gotland                               | 2 juillet 1915                 | Suède                                           | Victoire russe sur l'Allemagne                                                         |
| Bataille de Kefken                                         | 5 août 1915                    | mer Noire                                       | Victoire russe sur l'empire ottoman                                                    |
| Bataille du golfe de Riga                                  | 8-19 août 1915                 | Mer Baltique                                    | Victoire russo-britannique sur l'Allemagne                                             |
| Bataille du Lac Tanganyka                                  | 26 décembre 1915               | Est africain                                    | Victoire britannique sur l'Allemagne                                                   |
| Bataille du Jutland                                        | 1er juin 1916                  | Mer du Nord, au large du Danemark               | Victoire stratégique britannique sur l'Allemagne                                       |
| Raid du Pas de Calais                                      | 21 avril 1917                  | Manche                                          | Victoire britannique sur l'Allemagne                                                   |
| Bataille du détroit d'Otrante                              | 15 mai 1917                    | Adriatique                                      |                                                                                        |
| Bataille du détroit de Muhu                                | 17 octobre 1917                | Baltique                                        | Victoire allemande sur la Russie                                                       |
| Bataille de Heligoland (1917)                              | 17 novembre 1917               | Mer du Nord, Allemagne                          | Victoire britannique sur l'Allemagne                                                   |
| Bataille de l'Atlantique                                   | 1917                           | Atlantique                                      | Victoire alliée sur l'Allemagne                                                        |
| Raid sur Zeebruges                                         | 23 avril 1918                  | Manche, Belgique                                | Bataille indécise entre le Royaume-Uni et l'Allemagne                                  |
| Guerre d'indépendance d'Estonie et guerre civile russe     |                                |                                                 |                                                                                        |
| Combat d'Alexandrovsk                                      | 21 mai 1919                    | Caspienne                                       | Victoire britannique sur la Russie bolchevique                                         |
| Combat de Krasnaïa Gorka                                   | 17 juin 1919                   | Baltique                                        | Victoire britannique sur la Russie bochevique                                          |
| Bataille de Kronstadt                                      | 18 août 1919                   | Baltique, Russie                                | Victoire britannique sur la Russie bolchevique                                         |
| Guerre d'Espagne (1936-1939)                               |                                |                                                 |                                                                                        |
| Bataille du cap Spartel (1936)                             | 29 septembre 1936              | détroit de Gibraltar                            | Victoire nationaliste sur les républicains                                             |
| Bataille du cap Machichaco                                 | 5 mars 1937                    | au large de la Biscaye                          | Victoire nationaliste sur la marine de guerre auxiliaire basque                        |
| Bataille du cap Cherchell                                  | 7 septembre 1937               | au large de Cherchell, Algérie                  | Victoire tactique républicaine sur les nationalistes                                   |
| Bataille du cap de Palos                                   | 5 au 6 mars 1938               | au large de Carthagène, Espagne.                | Victoire républicaine sur les nationalistes                                            |
| Seconde Guerre mondiale (1939-1945)                        |                                |                                                 |                                                                                        |
| Bataille au large de Hel                                   | 1er septembre 1939             | au large de Hel, mer Baltique                   | Victoire allemande sur la Pologne                                                      |
| Bataille du Rio de la Plata                                | 13 octobre 1939                | Rio de la Plata, entre l'Uruguay et l'Argentine | Victoire britannique sur l'Allemagne                                                   |
| Bataille de l'Atlantique                                   | 1939-1945                      | Atlantique                                      | Victoire alliée sur l'Allemagne                                                        |
| 1re Bataille de Narvik                                     | 10 avril 1940                  | Norvège                                         | Victoire allemande sur le Royaume-Uni                                                  |
| 2e Bataille de Narvik                                      | 13 avril 1940                  | Norvège                                         | Victoire britannique sur l'Allemagne                                                   |
| Combat de Kristiansand                                     | 24 avril 1940                  | Norvège                                         | Victoire française sur l'Allemagne                                                     |
| Opération Vado                                             | 14 juin 1940                   | Italie                                          | Bataille indécise entre la France et l'Italie                                          |
| Bataille de Punta Stilo                                    | 9 juillet 1940                 |                                                 | Bataille indécise entre les Australo-Britanniques et l'Italie                          |
| Bataille de Mers-el-Kebir                                  | 4 juillet 1940                 | Algérie                                         | Les britanniques détruisent la flotte française au mouillage                           |
| Bataille du cap Spada                                      | 19 juillet 1940                | au large de la Crète                            | Victoire australo-britannique sur l'Italie                                             |
| Bataille de Dakar                                          | 23-25 septembre 1940           | Sénégal                                         | Renoncement des Anglo-Gaullistes opposés aux vichyste                                  |
| Combat du cap Passaro                                      | 12 octobre 1940                | au large de la Sicile                           | Victoire britannique sur l'Italie                                                      |
| Combat de Libreville                                       | 9 novembre 1940                | Gabon                                           | Victoire des Forces navales françaises libres sur la marine de Vichy                   |
| Bataille de Tarente                                        | 11-12 novembre 1940            | Italie                                          | Victoire britannique sur l'Italie                                                      |
| Bataille du cap Teulada                                    | 27 au 28 novembre 1940         | au large de Malte                               | Victoire britannique sur l'Italie                                                      |
| Bataille de Koh Chang                                      | 17 janvier 1941                | Golfe de Siam                                   | Victoire française sur le Siam                                                         |
| Bombardement de Gênes (1941)                               | 9 février 1941                 | Italie                                          | Victoire britannique sur l'Italie                                                      |
| Raid de la baie de La Sude                                 | 26 mars 1941                   | Baie de la Sude, Crète                          | Victoire italienne sur le Royaume-Uni                                                  |
| Bataille du cap Matapan                                    | 28 au 29 mars 1941             | Golfe de Laconie, Grèce                         | Victoire britannique sur l'Italie                                                      |
| Bataille des îles Kerkennah                                | 15 avril 1941                  | Tunisie                                         | Victoire britannique sur l'Italie                                                      |
| Bataille du détroit de Danemark                            | 24 mai 1941                    |                                                 | Victoire allemande sur le Royaume-Uni                                                  |
| Bataille de Pearl Harbor                                   | 7 décembre 1941                | Hawaï                                           | Victoire japonaise sur les États-Unis                                                  |
| Bataille entre le Sydney et le Kormoran                    | 19 novembre 1941               | large de l'Australie                            | destruction mutuelle d'un navire allemand et d'un navire australien                    |
| Attaque du Prince of Wales et du Repulse                   | 10 décembre 1941               | Mer de Chine                                    | Victoire japonaise sur le Royaume-Uni                                                  |
| Bataille du cap Bon                                        | 13 décembre 1941               | Tunisie                                         | Victoire britannique sur l'Italie                                                      |
| 1re Bataille de Syrte                                      | 17 décembre 1941               | Golfe de Syrte                                  | Bataille indécise entre le Royaume-Uni et l'Italie                                     |
| Bataille des Caraïbes                                      | 1941-1945                      | Antilles, mer des Caraïbes, golfe du Mexique    | Victoire allié sur l'Allemagne et l'Italie                                             |
| Bataille du Saint-Laurent                                  | 1942-1945                      | Golfe du Saint-Laurent, Canada                  | Victoire allié sur l'Allemagne                                                         |
| Bataille de Balikpapan                                     | 24 janvier 1942                | Balikpapan, Bornéo                              | Victoire américaine sur le Japon                                                       |
| Bataille du détroit de Makassar                            | 4 février 1942                 | Mer de Java                                     | Victoire japonaise sur la flotte néerlandaise et américaine                            |
| Bataille de la mer de Java                                 | 27 février 1942                | Mer de Java                                     | Victoire japonaise sur la flotte néerlandaise, britannique, américaine et australienne |
| Seconde bataille de la mer de Java                         | 1er mars 1942                  | Mer de Java                                     | Victoire japonaise sur la flotte britannique et américaine                             |
| 2e Bataille de Syrte                                       | 22 mars 1942                   | Golfe de Syrte                                  | Bataille indécise entre le Royaume-Uni et l'Italie                                     |
| Opération Chariot                                          | 27 mars 1942                   | Saint Nazaire, France                           | Victoire britannique sur l'Allemagne                                                   |
| Bataille de Diego-Suarez                                   | 5-7 mai 1942                   | Madagascar                                      | Victoire britannique sur Vichy                                                         |
| Bataille de la mer de Corail                               | 7 et 8 mai 1942                | Mer de Corail                                   | Victoire américano-australienne sur le Japon                                           |
| Bataille de Midway                                         | 4 juin 1942                    | large des îles Midway                           | Victoire américaine sur le Japon                                                       |
| Bataille de l'île de Savo                                  | 9 août 1942                    | Île de Savo, îles Salomon                       | Victoire japonaise sur les États-Unis                                                  |
| Opération Pedestal                                         | 10 au 15 août 1942             | Méditerranée                                    | Victoire tactique et défaite stratégique germano-italienne sur le Royaume-Uni          |
| Bataille des Salomon orientales                            | 24 au 25 août 1942             | Île de Santa Isabel, îles Salomon               | Victoire américaine sur le Japon                                                       |
| Bataille du cap Espérance                                  | 11 au 12 octobre 1942          | Nord de Guadalcanal, îles Salomon               | Victoire américaine sur le Japon                                                       |
| Bataille des îles Santa Cruz                               | 25 au 27 octobre 1942          | Îles Santa Cruz, Îles Salomon                   | Victoire japonaise sur les États-Unis, l'Australie et la Nouvelle-Zélande              |
| Bataille navale de Casablanca                              | 8 au 10 novembre 1942          | Maroc                                           | Victoire américaine sur Vichy                                                          |
| Bataille navale de Guadalcanal                             | 13 au 15 novembre 1942         | Guadalcanal, îles Salomon                       | Victoire des États-Unis, de l'Australie et de la Nouvelle-Zélande sur le Japon         |
| Bataille de Tassafaronga                                   | 30 novembre 1942               | Tassafaronga, Guadalcanal                       | Victoire du Japon sur les États-Unis                                                   |
| Bataille de la mer de Barents                              | 31 décembre 1942               |                                                 | Victoire du Royaume-Uni sur l'Allemagne                                                |
| Bataille de l'île de Rennell                               | 29-30 janvier 1943             | Îles Salomon                                    | Victoire du Japon sur les États-Unis et l'Australie                                    |
| Bataille de la mer de Bismarck                             | 2 au 4 mars 1943               | au arge de Lae, Nouvelle-Guinée                 | Victoire américano-australienne sur le Japon                                           |
| Bataille du détroit de Blackett                            | 5-6 mars 1943                  | Îles Salomon                                    | Victoire américaine sur le Japon                                                       |
| Bataille des îles Komandorski                              | 26 mars 1943                   | Îles Aléoutiennes                               | Victoire des États-Unis sur le Japon                                                   |
| Bataille du golfe de Kula                                  | 5-6 juillet 1943               | Pacifique                                       | Bataille indécise entre le Japon et les États-Unis                                     |
| Bataille de Kolombangara                                   | 12-13 juillet 1943             | Îles Salomon                                    | Victoire du Japon sur les États-Unis                                                   |
| Bataille du golfe de Vella                                 | 6-7 août 1943                  | Îles Salomon                                    | Victoire américaine sur le Japon                                                       |
| Bataille d'Horaniu                                         | 17-18 août 1943                | Îles Salomon                                    | Victoire tactique du Japon sur les États-Unis                                          |
| Bataille navale de Vella Lavella                           | 7 octobre 1943                 | Îles Salomon                                    | Victoire du Japon sur les États-Unis                                                   |
| Bataille de la baie de l'Impératrice Augusta               | nuit du 1er au 2 novembre 1943 | Îles Salomon, près de Bougainville              | Victoire américaine sur le Japon                                                       |
| Bataille du cap Saint-George                               | 26 novembre 1943               | Pacifique                                       | Victoire américaine sur le Japon                                                       |
| Bataille du cap Nord                                       | 26 décembre 1943               | Arctique, au large de la Norvège                | Victoire des Anglo-Norvégiens sur l'Allemagne                                          |
| Opération Hailstone                                        | 17 février 1944                | Chuuk, Micronésie                               | Victoire américaine sur le Japon                                                       |
| Bataille d'Ouessant                                        | 9 juin 1944                    | Manche                                          | Victoire alliée sur l'Allemagne                                                        |
| Bataille de la mer des Philippines                         | 19 au 20 juin 1944             | Mer des Philippines                             | Victoire américaine sur le Japon                                                       |
| Bataille du golfe de Leyte                                 | 23 au 27 octobre 1944          | Philippines                                     | Victoire américaine sur le Japon                                                       |
| Opération Ten-Gō                                           | 7 avril 1945                   | Japon, entre Kyūshū et les îles Ryūkyū          | Victoire américaine sur le Japon                                                       |
| Bataille du détroit de Malacca                             | 15 - 16 mai 1945               | Détroit de Malacca                              | Victoire britannique sur le Japon                                                      |
| Guerre péruano-équatorienne (1941)                         |                                |                                                 |                                                                                        |
| Combat de Jambeli                                          | 25 juillet 1941                | canal de Jambeli                                | Victoire équatorienne sur le Pérou                                                     |
| Guerre d'indépendance indonésienne (1945-1949)             |                                |                                                 |                                                                                        |
| Bataille de la baie de Cirebon                             | 5 janvier 1947                 | Indonésie                                       | Victoire néerlandaise sur l'Indonésie                                                  |
| Guerre d'indépendance d'Israël (1948-1949)                 |                                |                                                 |                                                                                        |
| Combat au large d'Ashdod                                   | 4 juin 1948                    | Israël                                          | Victoire israélienne sur l'Égypte                                                      |
| Bataille d'El-Magdel                                       | 22 octobre 1948                | Israël                                          | Victoire israélienne sur l'Égypte                                                      |
| Guerre de Corée                                            |                                |                                                 |                                                                                        |
| Combat au large de Pusan                                   | 25 juin 1950                   | Corée                                           | Victoire sud-coréenne sur la Corée du Nord                                             |
| Bataille de Chumunjin                                      | 2 juillet 1950                 | Corée                                           | Victoire anglo-américaine sur la Corée du Nord                                         |
| Expédition de Suez et campagne du Sinaï (1956)             |                                |                                                 |                                                                                        |
| Combat de la frégate Damietta                              | 31 octobre 1956                | Mer Rouge                                       | Victoire britannique sur l'Égypte                                                      |
| Combat du destroyer Ibrahim el-Awal                        | 1er novembre 1956              | au large côtes égyptiennes                      | Victoire franco-israélienne sur l'Égypte                                               |
| Combat de l'Al-Nasser et du Tarik                          | 1er novembre 1956              | au large d’Haïfa et de Gaza                     | Combat indécis entre la France et l'Égypte                                             |
| Bataille de Brullus                                        | 4 novembre 1956                | au large d'Alexandrie                           | Victoire britannique sur l'Égypte                                                      |
| Guerre du Viêt Nam (1959-1975)                             |                                |                                                 |                                                                                        |
| Incidents du golfe du Tonkin                               | 2-4 août 1964                  | golfe du Tonkin                                 | Victoire américaine sur la république démocratique du Viêt Nam                         |
| Bataille de Dong Hoi                                       | 19 avril 1972                  | golfe du Tonkin                                 | Victoire américaine sur la république démocratique du Viêt Nam                         |
| Conflit de Goa, opération Vijay, (1961)                    |                                |                                                 |                                                                                        |
| Combat de Mormugão                                         | 18 décembre 1961               | au large de Mormugão, inde                      | Victoire indienne sur le Portugal                                                      |
| Conflit néerlando-indonésien (1962)                        |                                |                                                 |                                                                                        |
| Bataille de la mer d'Arafura                               | 15 janvier 1962                | au large de la Nouvelle-Guinée occidentale      | Victoire néerlandaise sur l'Indonésie                                                  |
| Guerre des Six Jours (1967)                                |                                |                                                 |                                                                                        |
| Combat du détroit de Tiran                                 | 6 juin 1967                    | Mer Rouge                                       | Victoire israélienne sur l'Égypte                                                      |
| Guerre d'attrition (1967-1970)                             |                                |                                                 |                                                                                        |
| Destruction du destroyer Eilat                             | 21 octobre 1967                | au large de Port-Saïd                           | Victoire égyptienne sur Israël                                                         |
| Guerre indo-pakistanaise (1971)                            |                                |                                                 |                                                                                        |
| Opération Trident (1971)                                   | 3 décembre 1971                | Karachi                                         | Victoire indienne sur le Pakistan                                                      |
| Torpillage du Khukri                                       | 8 décembre 1971                | au large de Diu                                 | Victoire pakistanaise sur l'Inde                                                       |
| Opération Python (1971)                                    | nuit du 8 au 9 décembre 1971   | Karachi                                         | Victoire indienne sur le Pakistan                                                      |
| Guerre du Kippour (1973)                                   |                                |                                                 |                                                                                        |
| Bataille de Lattaquié                                      | 7 octobre 1973                 | Syrie                                           | Victoire israélienne sur la Syrie                                                      |
| Bataille de Damiette (1973)                                | 9 octobre 1973                 | Égypte                                          | Victoire israélienne sur l'Égypte                                                      |
| Conflit des Paracels (1974)                                |                                |                                                 |                                                                                        |
| Bataille de Hoàng Sa                                       | 17-19 novembre 1974            | Îles Paracel                                    | Victoire chinoise sur la république du Viêt Nam                                        |
| Guerre Iran-Irak                                           |                                |                                                 |                                                                                        |
| Bataille d'Al-Faw ou Opération Morvarid                    | 28-29 novembre 1980            | Golfe Persique                                  | Victoire iranienne sur l'Irak                                                          |
| Guerre des Malouines (1982)                                |                                |                                                 |                                                                                        |
| Torpillage du Général Belgrano                             | 2 mai 1982                     | Atlantique sud                                  | Victoire britannique sur l'Argentine                                                   |
| Bataille de La baie de San Carlos                          | 22 au 27 mai 1982              | Îles Malouines                                  | Victoire britannique sur l'Argentine                                                   |
| Incidents américano-libyens (1986)                         |                                |                                                 |                                                                                        |
| Combats du golfe de Syrte                                  | 24-25 mars 1986                | Méditerranée                                    | Victoire américaine sur la Libye                                                       |
| Conflit des îles Spratley (1988)                           |                                |                                                 |                                                                                        |
| Combat des îles Đá Gạc Ma                                  | 4 mars 1988                    | Îles Spratley                                   | Victoire chinoise sur le Viêt Nam                                                      |
| Incidents américano-iraniens dans le golfe persique (1988) |                                |                                                 |                                                                                        |
| Bataille des plates-formes pétrolières Sassan et Sirri     | 18 avril 1988                  | Golfe Persique                                  | Victoire américaine sur l'Iran                                                         |
| Incidents entre les deux Corée                             |                                |                                                 |                                                                                        |
| Première bataille de Yeonpyeong                            | 15 juin 1999                   | Mer Jaune                                       | Victoire de la Corée du Sud sur la Corée du Nord                                       |

## XXIesiècle
| Bataille                                     | Date(s)                      | Lieu                               | Résumé |
| -------------------------------------------- | ---------------------------- | ---------------------------------- | --- |
| Guerre civile du Sri Lanka                   |                              |                                    | |
| Bataille de Mullaitivu-Chalai                | 16 avril 2001                | Sri Lanka                          | Bataille indécise entre le Sri Lanka et la marine du LTTE |
| Bataille au large de Mullaitivu              | 20 avril 2001                | Sri Lanka                          | Victoire sri lankaise sur la marine du LTTE |
| Combat de l'île de Mannar                    | 25 mars 2006                 | Sri Lanka                          | Victoire de la marine du LTTE sur le Sri Lanka |
| Bataille au large de Jaffna (2006)           | 11 mai 2006                  | Sri Lanka                          | Bataille indécise entre le Sri Lanka et la marine du LTTE |
| Bataille de Pesalai-Thalaimannar             | 17 juin 2006                 | Sri Lanka                          | Bataille indécise entre le Sri Lanka et la marine du LTTE |
| Bataille du lagon de Kalpitya                | 28 juin 2006                 | Sri Lanka                          | Victoire de la marine du LTTE sur le Sri Lanka |
| Bataille au large de Pulmoddai               | 24-25 septembre 2006         | Sri Lanka                          | Victoire sri lankaise sur la marine du LTTE |
| Combat de Colombo                            | 27 janvier 2007              | devant Colombo, Sri Lanka          | Victoire sri lankaise sur la marine du LTTE |
| Bataille au large de Jaffna (2007)           | 26 décembre 2007             | Sri Lanka                          | Victoire sri lankaise sur la marine du LTTE |
| Bataille de Kallarawa                        | 25 mars 2008                 | au large de Kallarawa, Sri Lanka   | Victoire sri lankaise sur la marine du LTTE |
| Bataille de Point Pedro                      | 28 décembre 2008             | au large de Point Pedro, Sri Lanka | Victoire sri lankaise sur la marine du LTTE |
| Incidents entre le Japon et la Corée du Nord |                              |                                    | |
| Combat d'Amami-Ōshima                        | 22 décembre 2001             | île d'Amami Ō-shima, Japon         | Victoire japonaise sur la Corée du Nord |
| Incidents entre les deux Corée               |                              |                                    | |
| Seconde bataille de Yeonpyeong               | 29 juin 2002                 | Corée                              | Bataille indécise entre la Corée du Nord et la Corée du Sud |
| Anarchie somalienne                          |                              |                                    | |
| Combat au large de la Somalie en 2006        | 18 mars 2006                 | Somalie                            | Victoire américaine sur des pirates somaliens |
| Conflit israélo-libanais de 2006             |                              |                                    | |
| Attaque de la corvette Hanit                 | 14 juillet 2006              | au large de Beyrouth               | Victoire du Hezbollah sur Israël |
| Deuxième guerre d'Ossétie du Sud (2008)      |                              |                                    | |
| Bataille des côtes d'Abkhazie                | 10 août 2008                 | Mer Noire                          | Victoire russe sur la Géorgie |
| Guerre russo-ukrainienne (2022)              |                              |                                    | |
| Bataille navale de l'île des Serpents        | 24 février 2022-30 juin 2022 | Mer Noire                          | Victoire ukrainienne sur la Russie |
| Crise de la mer Rouge (2023-actuel)          |                              |                                    | |
| Attaque du Maersk Hangzhou                   | 30 au 31 décembre 2023       | Mer Rouge (Golf d'Aden)            | Victoire de la marine américaine contre les Houthis |
| Bombardement du Marlin Luanda                | 26 janvier 2024              | Mer Rouge (Golf d'Aden)            | Indécise (Pétrolier endommagé mais protection contre des aéronefs Houthis et opérations de secours par les marines américaine, indienne et française réalisées avec succès) |
| Attaque du MT Sounion                        | 21 aout 2024                 | Mer Rouge                          | Indécise (Pétrolier endommagé mais protection contre des drones navales Houthis et opérations de secours par la marine française réalisées avec succès)                     |